# Không quân Hoa Kỳ
Không lực Hoa Kỳ (tiếng Anh: United States Air Force; viết tắt: USAF), cũng được gọi là Không quân Hoa Kỳ hay đơn giản hơn là Không quân Mỹ, là một quân chủng của Quân đội Hoa Kỳ và là một trong số các lực lượng đồng phục Hoa Kỳ. Từng trực thuộc Lục quân Hoa Kỳ, Không lực Hoa Kỳ được thành lập với vai trò là một quân chủng riêng biệt vào ngày 18 tháng 9 năm 1947 dưới Đạo luật An ninh Quốc gia năm 1947. Không lực là một quân chủng mới nhất được thành lập của Quân đội Hoa Kỳ. Trong lời mở đầu về vị thế của mình, Không lực Hoa Kỳ nêu rõ các mục tiêu chính của mình như sau: "Cảnh giác toàn cầu, vươn tới toàn cầu, và sức mạnh toàn cầu".
Tính đến năm 2009, Không lực Hoa Kỳ đang sử dụng khoảng 5.573 máy bay có người lái (3.990 chiếc hiện diện; 1.213 chiếc thuộc lực lượng Không lực Vệ binh quốc gia (Air National Guard); và 370 chiếc thuộc Lực lượng Không lực Trừ bị); khoảng 180 phi cơ chiến đấu không người lái, 2.130 tên lửa hành trình phóng từ phi cơ, và 450 tên lửa đạn đạo liên lục địa. Không lực Hoa Kỳ có khoảng 327.452 binh sĩ và nhân viên hiện dịch, 115.299 trong các lực lượng trừ bị sẵn sàng chiến đấu, và 106.700 thuộc lực lượng Không lực Vệ binh Quốc gia tính đến tháng 9 năm 2008. Ngoài ra, Không lực Hoa Kỳ thuê mướn khoảng 171.313 nhân viên dân sự, và có khoảng 57.000 thành viên hỗ trợ trong lực lượng tuần tra hàng không dân sự.
Bộ Không lực được một bộ trưởng dân sự lãnh đạo. Bộ trưởng này trông coi tất cả các công việc về chính sách cũng như hành chính. Bộ Không lực Hoa Kỳ là một bộ phận trực thuộc Bộ Quốc phòng Hoa Kỳ. Sĩ quan cao cấp nhất Bộ Không lực Hoa Kỳ là Bộ trưởng Không lực Hoa Kỳ (Secretary of the Air Force).

## Mục đích
Theo Đạo luật an ninh quốc gia năm 1947 tạo ra Không lực Hoa Kỳ (USAF):
"Nói chung, Không lực Hoa Kỳ sẽ bao gồm cả lực lượng hàng không chiến đấu và các dịch vụ không được giao. Nó sẽ được tổ chức, huấn luyện và trang bị cho các hoạt động không thường xuyên và phòng thủ lâu dài. Không lực có trách nhiệm chuẩn bị các lực lượng không lực cần thiết cho việc tiến hành chiến tranh hiệu quả trừ khi được giao theo cách khác và, phù hợp với các kế hoạch huy động chung, để mở rộng các thành phần thời bình của Không lực để đáp ứng nhu cầu chiến tranh."
Bộ Luật Hoa Kỳ số 10 quy định mục đích của USAF như sau:
- Để bảo vệ hòa bình và an ninh, và cung cấp cho quốc phòng, của Hoa Kỳ, các vùng lãnh thổ, Khối thịnh vượng chung, và tài sản, và bất kỳ khu vực chiếm đóng của Hoa Kỳ;
- Hỗ trợ chính sách quốc gia;
- Thực hiện các mục tiêu quốc gia;
- Để vượt qua bất kỳ quốc gia nào chịu trách nhiệm về những hành động hung hăng làm hại hòa bình và an ninh của Hoa Kỳ.

Nhiệm vụ được tuyên bố của USAF hôm nay là "bay, chiến đấu, và giành chiến thắng trong không trung, không gian, và không gian ảo"

## Lịch sử

### Quá khứ

Các phù hiệu hình tròn mà từng xuất hiện trên các phi cơ quân sự của Hoa Kỳ
1. 5/1917-2/1918 2. 2/1918-8/1919 3. 8/1919-5/1942
4. 5/1942-6/1943 5. 6/1943-9/1943 6. 9/1943-1/1947
7. 1/1947-nay

Bộ Chiến tranh Hoa Kỳ đã tạo tiền đề cho sự ra đời của Không lực Hoa Kỳ vào năm 1907. Sau một loạt các thay đổi về cách tổ chức, tên gọi và hoàn thành các nhiệm vụ trong suốt khoảng thời gian 40 năm sau đó, Không lực Hoa Kỳ được tách ra thành một quân chủng riêng biệt. Trong chiến tranh thế giới thứ II, gần 68.000 phi công Mỹ đã hy sinh góp phần giành lấy chiến thắng cho quân Đồng minh, chỉ lực lượng bộ binh có số lượng thương vong nhiều hơn số lượng nhập ngũ. Trong thực tế, USAF hầu như hoạt động độc lập trong Quân đội Hoa Kỳ trong chiến tranh thế giới thứ II, nhưng các quan chức muốn có một sự độc lập chính thức. Không lực Hoa Kỳ trở thành một quân chủng riêng biệt vào ngày 18 tháng 9 năm 1947 bằng việc thông qua Đạo luật An ninh Quốc gia năm 1947. Đạo luật dùng để thành lập Bộ phận Quân sự Quốc gia Hoa Kỳ (sau này được đổi tên thành Bộ Quốc phòng Hoa Kỳ năm 1949), bao gồm ba bộ trực thuộc là Bộ Lục quân Hoa Kỳ, Bộ Hải quân Hoa Kỳ và bộ mới là Bộ Không lực Hoa Kỳ. Trước năm 1947, trách nhiệm về không lực được chia sẻ giữa Lục quân Hoa Kỳ (cho các chiến dịch trên bộ), Hải quân Hoa Kỳ (cho các chiến dịch trên biển từ các hàng không mẫu hạm và các thủy phi cơ), và Thủy quân Lục chiến Hoa Kỳ (để hỗ trợ không yểm các chiến dịch trên bộ). Nhưng thập niên 40 đã chứng kiến sự thay đổi vượt bậc và là sự bắt đầu cho một kỷ nguyên mới của ngành hàng không, tiêu biểu là phi công Chuck Yeager - người đã vượt qua tốc độ âm thanh bằng chiếc phi cơ X-1 năm 1947.
Các tên gọi trước kia của Không lực Hoa Kỳ là:
- Bộ phận không gian thuộc Quân đoàn Thông tin Hoa Kỳ (Aeronautical Division, U.S. Signal Corps) (1 tháng 8 năm 1907 đến 18 tháng 7 năm 1914)
- Bộ phận hàng không thuộc Quân đoàn Thông tin Hoa Kỳ (Aviation Section, U.S. Signal Corps) (18 tháng 7 năm 1914 đến 20 tháng 5 năm 1918)
- Bộ phận hàng không quân sự (Division of Military Aeronautics) (20 tháng 5 năm 1918 đến 24 tháng 5 năm 1918)Tiêm kích nổi tiếng P-51 Mustang hoạt động trong Chiến tranh thế giới thứ hai. Mang phù hiệu của Quân đoàn Không lực Lục quân Hoa Kỳ (U.S. Army Air Corps)

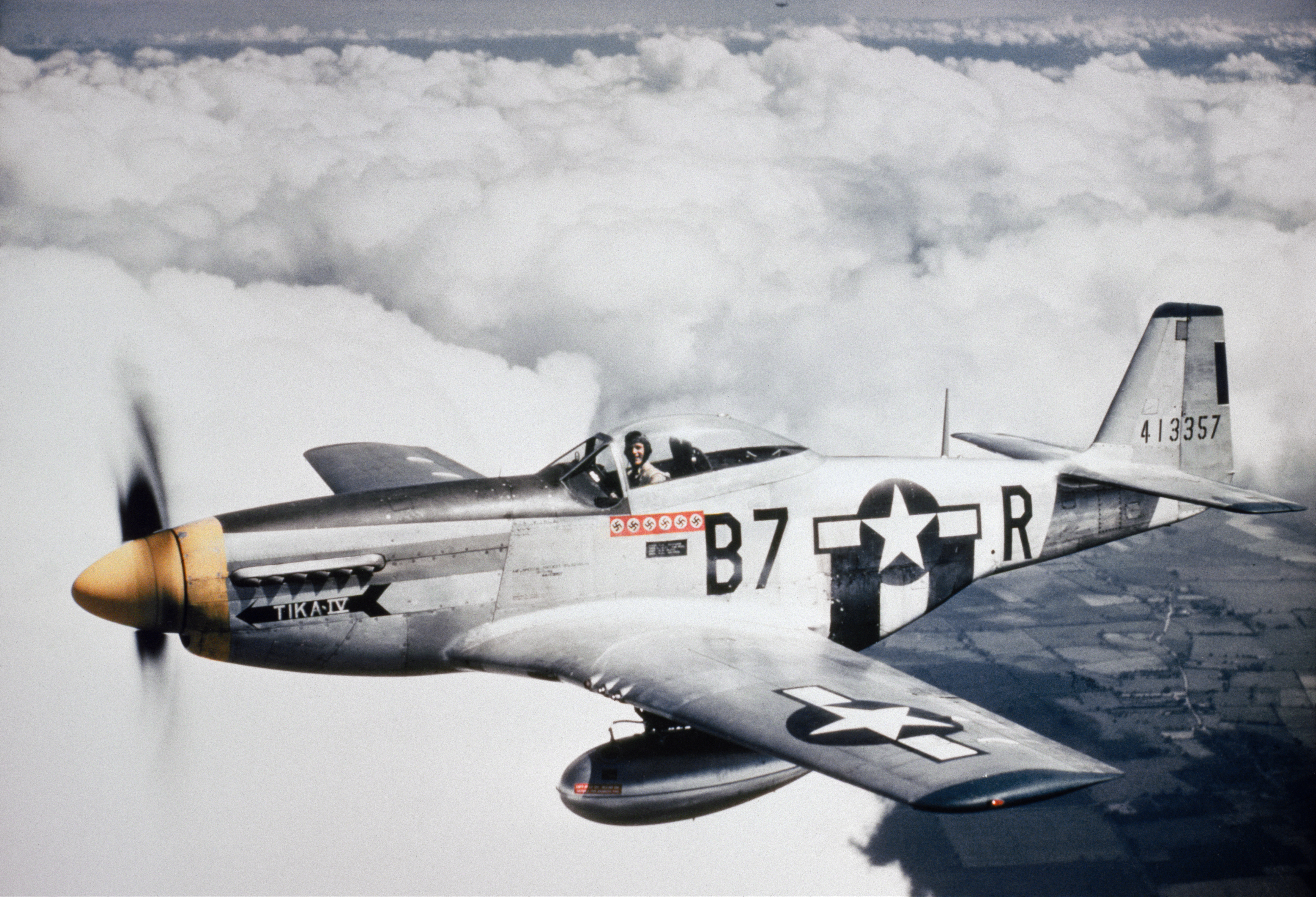
Tiêm kích nổi tiếng P-51 Mustang hoạt động trong Chiến tranh thế giới thứ hai. Mang phù hiệu của Quân đoàn Không lực Lục quân Hoa Kỳ (U.S. Army Air Corps)

- Bộ phận Không lực Lục quân Hoa Kỳ (U.S. Army Air Service) (24 tháng 5 năm 1918 đến 2 tháng 7 năm 1926)
- Quân đoàn Không lực Lục quân Hoa Kỳ (U.S. Army Air Corps) (2 tháng 7 năm 1926 đến 20 tháng 6 năm 1941)
- Không lực Lục quân Hoa Kỳ (U.S. Army Air Forces) (20 tháng 6 năm 1941 đến 17 tháng 9 năm 1947)

### Hiện nay

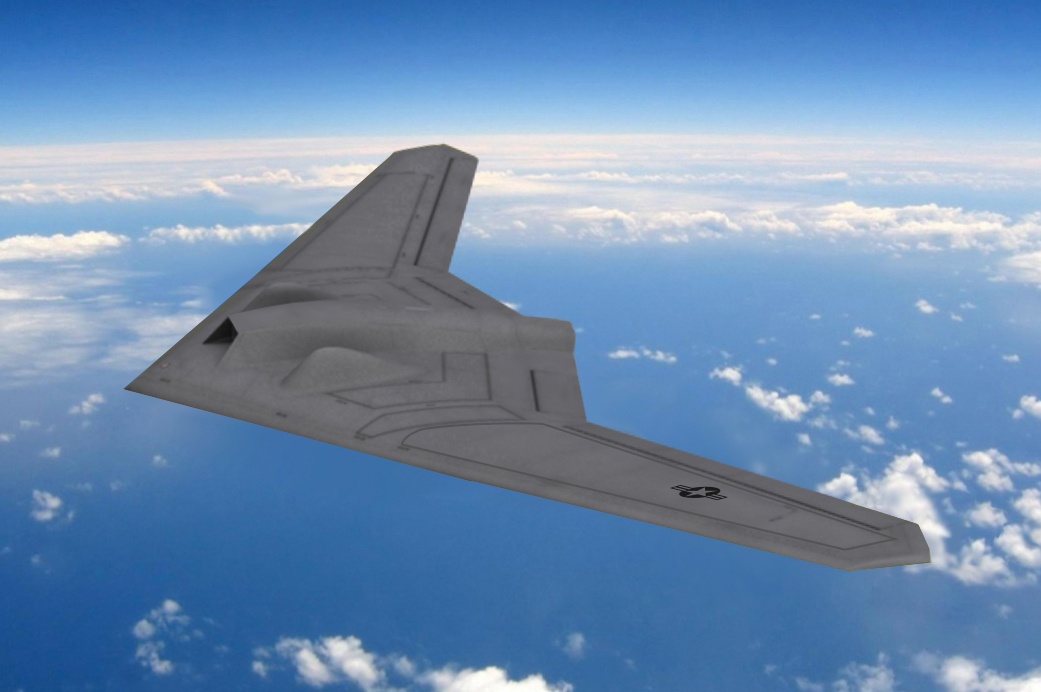
RQ-170 SENTINEL, loại máy bay tàng hình không người lái tiên tiến nhất không quân Hoa Kỳ hiện nay

Kể từ năm 2005, Không lực Hoa Kỳ đã đặt tập trung mạnh vào việc cải thiện đào tạo quân sự cơ bản (BMT). Các khóa luyện tập đã trở nên dài hơn, cùng với đó là sự xuất hiện của giai đoạn thực nghiệm mô phỏng. Giai đoạn này được gọi là BEAST, là nơi các học viên được thực hành trong một môi trường siêu thực mà họ có thể tích lũy kinh nghiệm như khi được lái một chiếc phi cơ thực sự. Trong khóa huấn luyện này, các giảng viên (MTI) đảm nhiệm vai trò như các cố vấn hoặc lực lượng của đối phương trong các bài huấn luyện.
Năm 2007, Không lực Hoa Kỳ gặp phải sự cắt giảm lực lượng vì ngân sách và có kế hoạch giảm lực lượng từ 360.000 quân nhân hiện dịch xuống còn 316.000. Con số lực lượng hiện dịch vào năm 2007 chỉ bằng khoảng 64% lực lượng khi kết thúc Chiến tranh vùng vịnh năm 1991. Tuy nhiên, sự cắt giảm chấm dứt khi quân số giảm đến khoảng 330.000 người vào năm 2008 để đáp ứng nhu cầu cho sứ mệnh. Sự thắt lưng buộc bụng này đã khiến cho số giờ bay huấn luyện cho phi công giảm xuống rất nhiều từ năm 2005 và phó tham mưu trưởng đặc trách nhân sự phải điều hành việc kiểm tra đánh giá bay cho các phi công.
Ngày 5 tháng 6 năm 2008, Bộ trưởng Quốc phòng Hoa Kỳ Robert M. Gates chấp thuận đơn từ chức của cả hai Bộ trưởng Không lực Hoa Kỳ Michael W. Wynne và Tham mưu trưởng Không lực Hoa Kỳ, tướng T. Michael Moseley. Bộ trưởng Quốc phòng Gates thật sự bãi nhiệm cả hai người này vì "những vấn đề có liên quan đến các công tác tiến hành thực thi và tập trung sứ mệnh hạt nhân của Không lực Hoa Kỳ đang bị giảm sút một cách có hệ thống". Việc này theo sau một vụ điều tra về hai sự kiện đáng xấu hổ có liên quan đến việc xử lý bất cẩn vũ khí hạt nhân, và cũng là điểm đỉnh tranh cãi giữa ban lãnh đạo không quân và Gates. Để tập trung hơn vào việc quản lý vũ khí hạt nhân, Không lực Hoa Kỳ đã thiết lập ra bộ tư lệnh hạt nhân chiến đấu toàn cầu của Không quân Hoa Kỳ vào ngày 24 tháng 19 năm 2008.
Ngày 26 tháng 6 năm 2009, không lực đưa ra một chương trình tái tổ chức lực lượng nhằm cắt giảm các phi cơ chiến đấu và chuyển nguồn tài lực sang cho chiến tranh thông tin, bất qui ước và hạt nhân. Ngày 23 tháng 7 năm 2009, Không lực Hoa Kỳ đưa ra chương trình bay của hệ thống phi cơ không người lái trong đó nêu ra chi tiết về các kế hoạch dành cho phi cơ không người lái đến năm 2047. Một phần ba số phi cơ mà Không lực Hoa Kỳ dự định mua trong tương lại là phi cơ không người lái.

### Các chương trình không gian

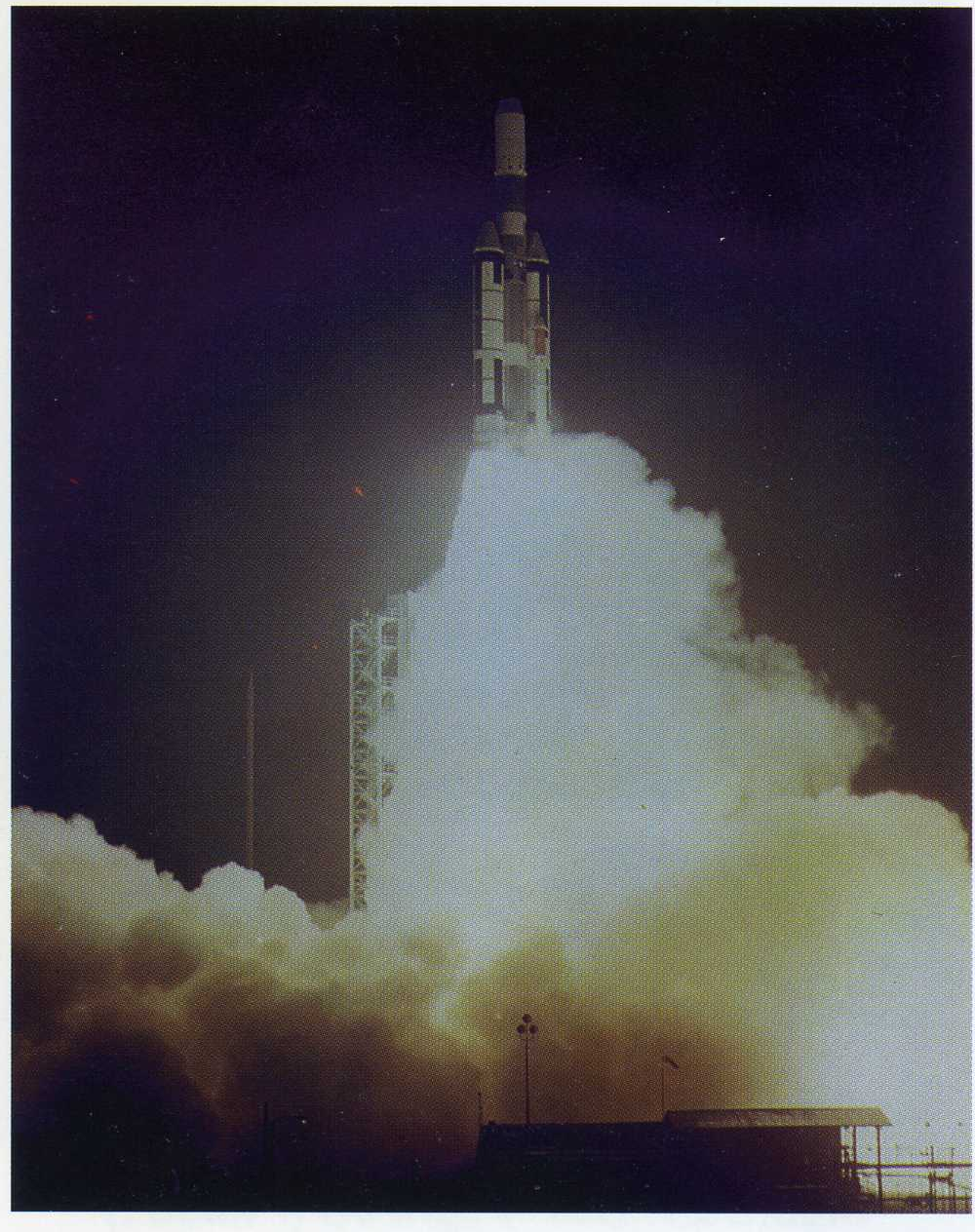
Tên lửa Titan IIC của Không quân Hoa Kỳ được phóng vào ngày 6 tháng 11 năm 1970 mang theo vệ tinh DSP

Không lực Hoa Kỳ hiện xử lý 90% các hoạt động không gian quân sự thông qua Bộ Tư lệnh Không gian và được chỉ định là dịch vụ chính cho không gian. 70% số vệ tinh hiện đang ở trong quỹ đạo thuộc về và được điều khiển bởi Không lực.
Những nhiệm vụ của Không Lực trong không gian được định nghĩa bao gồm:
Tăng cường Không gian Vũ trụ là: Hoạt động hỗ trợ chiến đấu và khả năng nhân lực từ các hệ thống không gian nhằm nâng cao hiệu quả của lực lượng quân đội cũng như hỗ trợ những người đặc biệt, dân sự và ngành thương mại khá, trinh sát, đánh giá tấn công tổng hợp, chỉ huy, kiểm soát và truyền thông, định vị, điều hướng, thời gian và giám sát môi trường.
Ứng dụng Không gian Vũ trụ là: Hoạt động chiến đấu trong, giữa và ngoài không gian để ảnh hưởng đến quá trình và kết quả của cuộc xung đột. Khu vực này bao gồm phòng thủ tên lửa đạn đạo và chiếu quân.
Kiểm soát không gian là: Các hoạt động để đảm bảo quyền tự do hành động trong không gian cho Hoa Kỳ và các đồng minh của họ khi được hướng dẫn, phủ nhận hành động tự nguyện của đối phương trong vũ trụ. (Kiểm soát không gian phòng thủ), và các kiến thức tiên đoán hiện tại, tiên đoán về môi trường không gian và môi trường đang vận hành mà các hoạt động của không quân phụ thuộc vào (nhận thức tình huống trong không gian).
Hỗ trợ không gian là: Các hoạt động để triển khai và duy trì các hệ thống quân sự và tình báo trong vũ trụ. Vùng nhiệm vụ này bao gồm: khởi động và triển khai các phương tiện không gian, duy trì và khởi động các tàu vũ trụ trên quỹ đạo, hẹn giờ và các hoạt động gần, xử lý (bao gồm cả phi quỹ đạo và phục hồi) khả năng không gian và phục hồi lực lượng không gian, nếu cần.

### Các cuộc xung đột

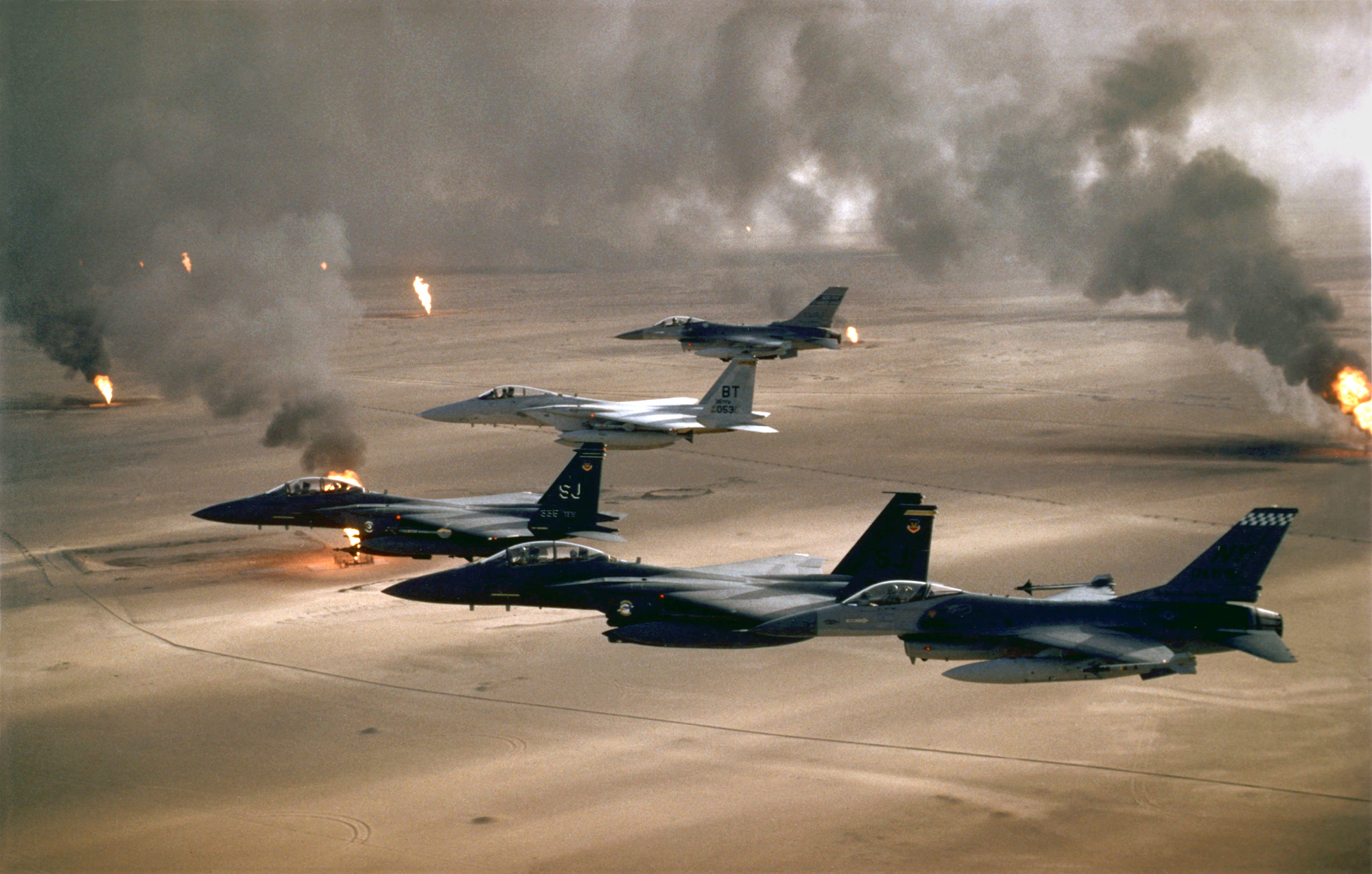
Các máy bay của Không lực Hoa Kỳ (USAF) bao gồm các máy bay F-15C,F-15E, F-16A đang bay trên các giếng dầu đang cháy trong chiến dịch Bão táp sa mạc.

Hoa Kỳ đã tham dự nhiều cuộc chiến tranh, xung đột và chiến dịch trong đó đã thực hiện các chiến dịch quân sự từ trên không bao gồm:
- Chiến tranh thế giới thứ nhất[20] trong vai trò là Bộ phận hàng không thuộc Quân đoàn Tín hiệu Hoa Kỳ
- Chiến tranh thế giới thứ hai[20] trong vai trò Các lực lượng Không lực Lục quân Hoa Kỳ
- Chiến tranh lạnh
- Chiến tranh Triều Tiên
- Chiến tranh Việt Nam
- Chiến dịch Eagle Claw (Giải cứu con tin Mỹ ở Iran năm 1980)
- Chiến dịch Urgent Fury (Hoa Kỳ xâm nhập Grenada năm 1983)
- Chiến dịch El Dorado Canyon (Hoa Kỳ dội bom Libya năm 1986)SR-71 Blackbird là một phi cơ thám thính trong Chiến tranh lạnh. Là chiếc máy bay có tốc độ nhanh nhất thế giới

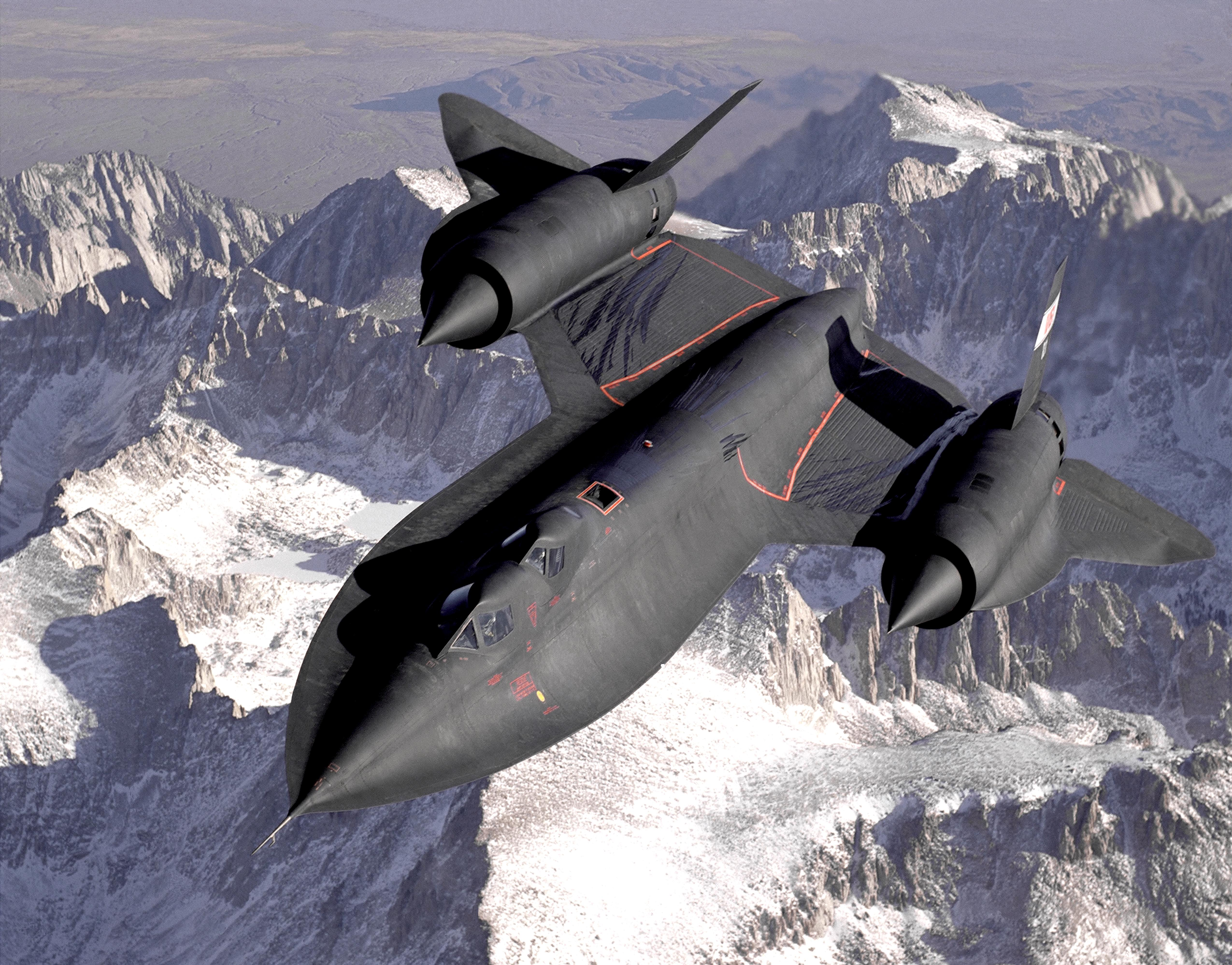
SR-71 Blackbird là một phi cơ thám thính trong Chiến tranh lạnh. Là chiếc máy bay có tốc độ nhanh nhất thế giới

- Chiến dịch Just Cause (Hoa Kỳ Xâm nhập Panama 1989-1990)
- Chiến dịch Lá chắn Sa mạc và Chiến dịch Bão Sa mạc (1990-1991)
- Chiến dịch Southern Watch (Vùng cấm bay ở Iraq 1992-2003)
- Chiến dịch Deliberate Force (NATO dội bom tại Bosna và Hercegovina năm 1995)
- Chiến dịch Northern Watch (Vùng cấm bay ở Iraq 1997-2003)
- Chiến dịch Allied Force (NATO dội bom tại Nam Tư năm 1999)
- Chiến dịch Enduring Freedom (Chiến tranh Afghanistan từ 2001-hiện tại)
- Chiến dịch Iraqi Freedom (Chiến tranh Iraq từ 2003-nay)
- Chiến dịch New Dawn (Chiến tranh Irag từ 2010-nay)

### Các chiến dịch nhân đạo

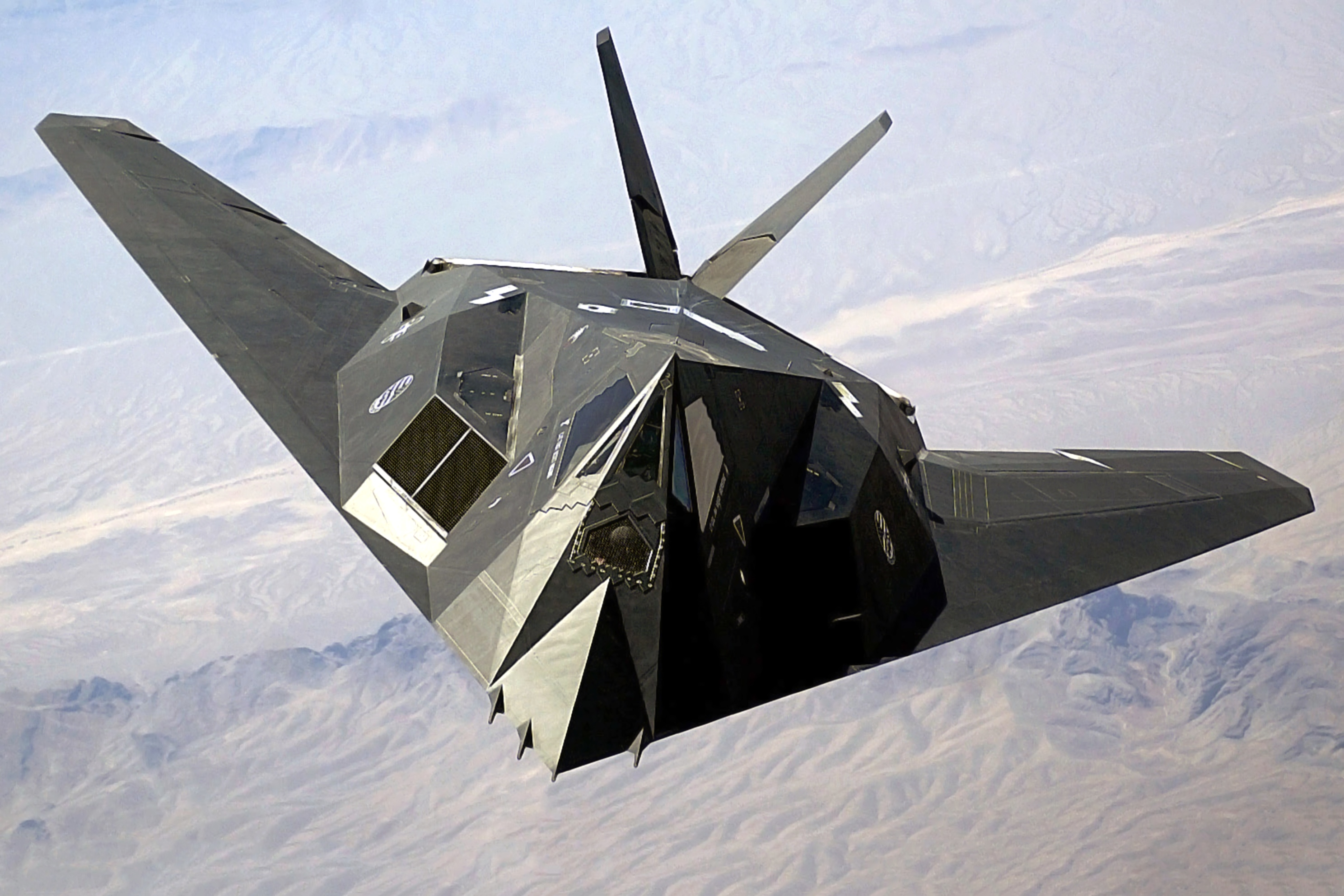
F-117 Nighthawk là phi cơ cường kích tàng hình đầu tiên trên thế giới (không còn phục vụ kể từ này 22 tháng 4 năm 2008).

Không lực Hoa Kỳ cũng tham gia vào nhiều chiến dịch nhân đạo. Một trong số các chiến dịch chính là:
- Tiếp vận hàng không cho Berlin (Chiến dịch Vittles), 1948-1949
- Chiến dịch Safe Haven (1957)
- Các chiến dịch như Di tản trẻ em Việt Nam, Cuộc sống mới, Di tản cuối Chiến tranh Việt Nam, và Định cư người tị nạn Việt Nam, 1975
- Chiến dịch Provide Comfort, 1991
- Chiến dịch Sea Angel, 1991
- Chiến dịch Provide Hope, 1992-1993
- Chiến dịch Unified Assistance, vụ động đất Đại Tây Dương năm 2004
- Chiến dịch Unified Response, 14 tháng 1 năm 2010 - nay

## Cơ cấu tổ chức

### Tổ chức hành chính
Không lực Hoa Kỳ là một trong ba bộ quân chủng nằm trong Bộ Quốc phòng Hoa Kỳ và bộ quân chủng này nằm dưới quyền chỉ đạo của một vị bộ trưởng dân sự với sự giúp đỡ của một ban nhân sự và cố vấn. Giới lãnh đạo quân sự của bộ là Bộ tham mưu Không lực Hoa Kỳ do Tham mưu trưởng Không lực Hoa Kỳ lãnh đạo.
Các bộ tư lệnh và đơn vị trực thuộc Không lực Hoa Kỳ là các cơ quan điều hợp tại chỗ (field operating agency), đơn vị báo cáo trực tiếp (direct reporting unit), và cơ quan điều hợp riêng biệt (separate operating agency) hiện chưa dùng đến.
Bộ tư lệnh chủ lực (major command hay viết tắt là MAJCOM) là cấp bậc tư lệnh tối cao. Tính luôn Bộ tư lệnh Không lực Trừ bị (air force reserve command) thì Không lực Hoa Kỳ có đến 9 bộ tư lệnh chủ lực tính đến ngày 30 tháng 9 năm 2006. Các không lực mang số (numbered air force) là cấp bậc bộ tư lệnh trực thuộc dưới quyền của các Bộ tư lệnh chủ lực, theo sau là Bộ tư lệnh hành quân (operational command hiện tại không còn sử dụng), rồi đến sư đoàn không lực (hiện nay cũng không còn dùng), không đoàn (wing), liên đoàn (group), phi đoàn (squadron), và phi đội (flight).

### Cơ cấu lực lượng (các bộ tư lệnh chủ lực)

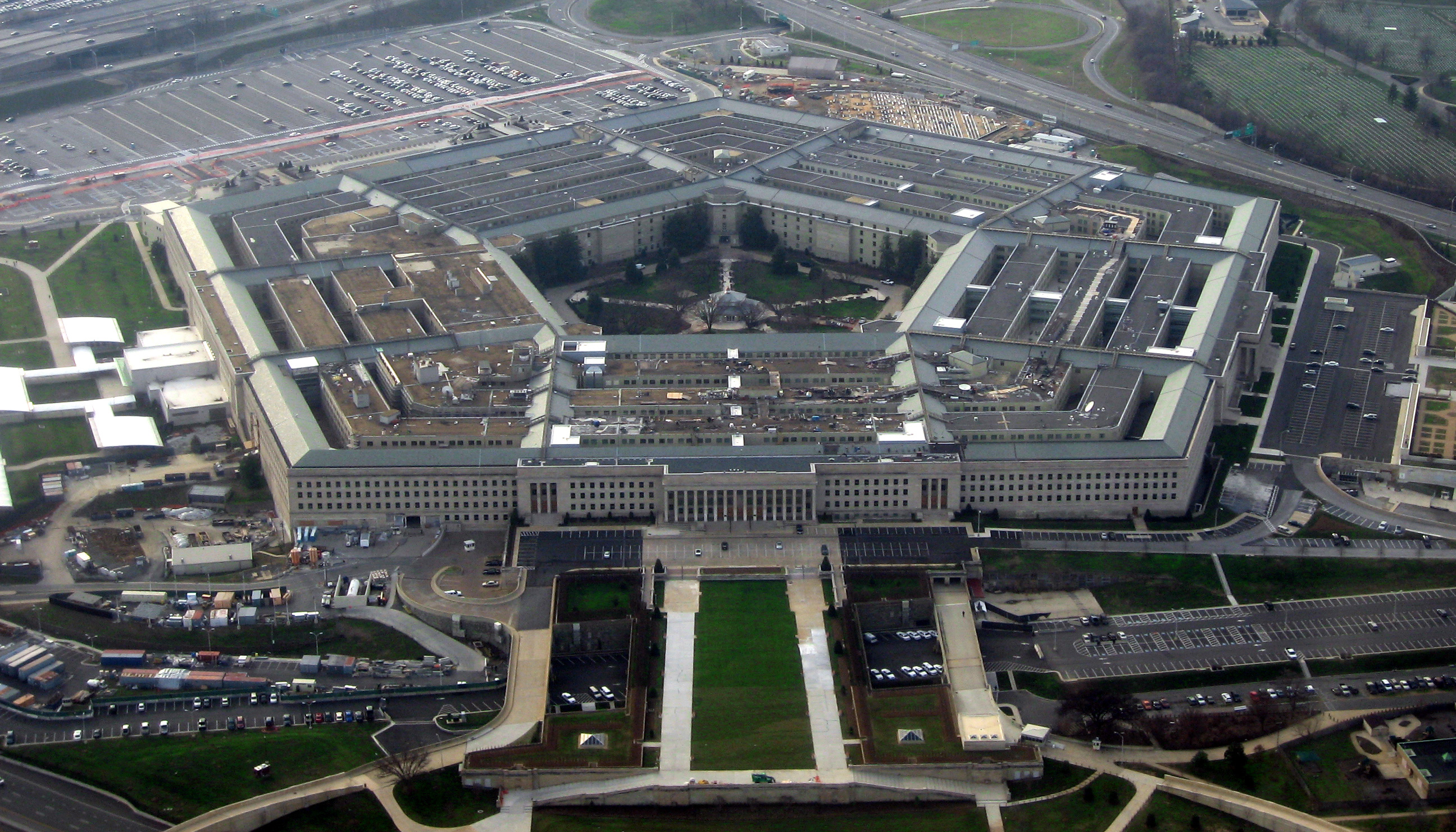
Tổng hành dinh Lầu Năm Góc tại Arlington, Virginia

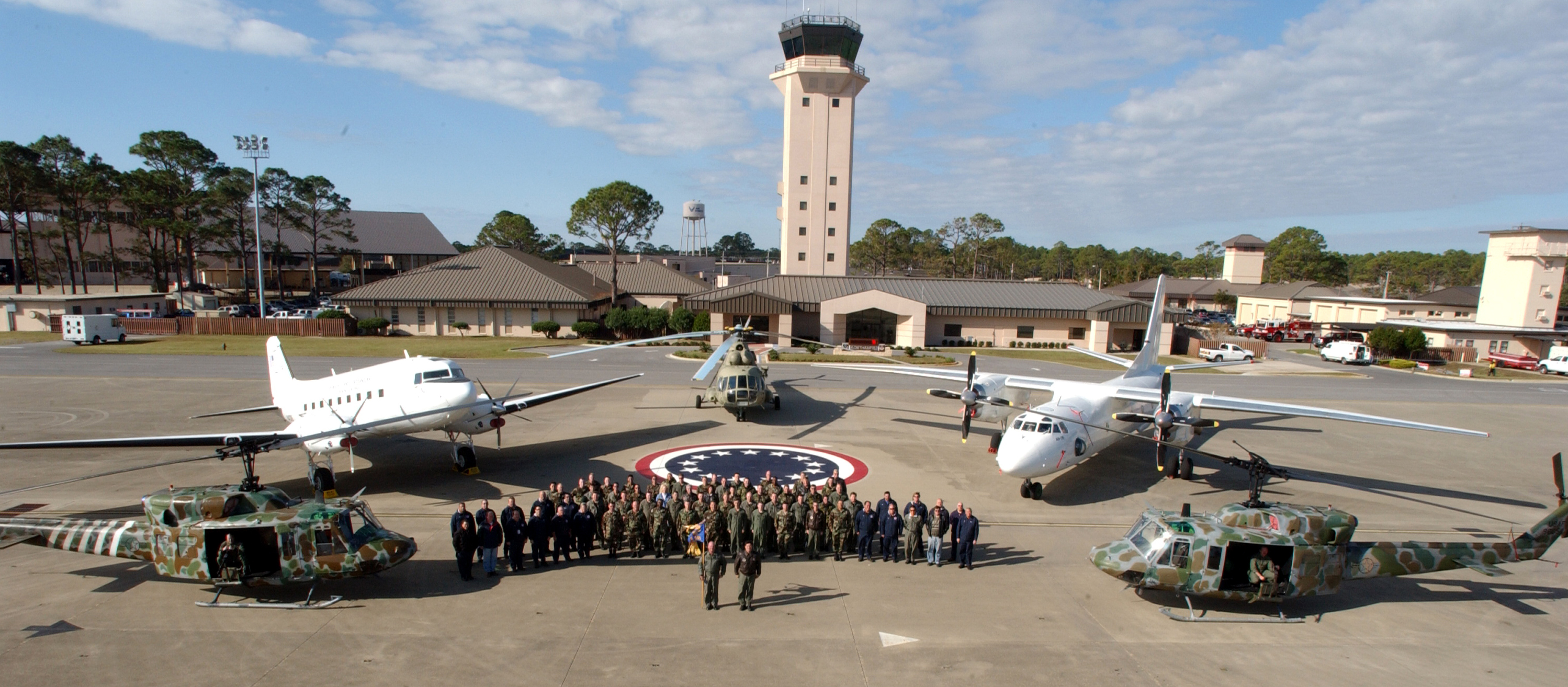
Một số phi cơ của một phi đoàn đặc biệt ở Sân bay quân sự Hurlburt

Tổng hành dinh, Không lực Hoa Kỳ, Lầu Năm Góc, Arlington, Virginia
- Bộ tư lệnh không lực chiến đấu (Air Combat Command), tổng hành dinh đặt ở Căn cứ không lực Langley, Virginia
  -  Không lực 1, tổng hành dinh ở Căn cứ Không lực Tyndall, Florida
  -  Không lực 9, tổng hành dinh ở Căn cứ Không lực Shaw, Nam Carolina
  -  Không lực 12, tổng hành dinh ở Căn cứ Không lực Davis-Monthan, Arizona
  -  Trung tâm Chiến tranh thuộc Không lực Hoa Kỳ, tổng hành dinh ở Căn cứ Không lực Nellis, Nevada
- Bộ tư lệnh đào tạo và giáo dục không lực, tổng hành dinh ở Căn cứ Không lực Randolph, Texas
  -  Không lực 2, tổng hành dinh ở Căn cứ Không lực Keesler, MississippiMột số phi cơ của một phi đoàn đặc biệt ở Sân bay quân sự Hurlburt
  -  Không lực 19, tổng hành dinh ở Căn cứ Không lực Randolph, Texas
  - Bộ tuyển mộ không lực, tổng hành dinh ở Căn cứ Không lực Randolph, Texas
  -  Đại học không lực, tổng hành dinh ở Căn cứ Không lực Maxwell, Alabama
  - Trung tâm y tế Wilford Hall, tổng hành dinh ở Căn cứ Không lực Lackland, Texas
- Bộ tư lệnh không lực tấn công toàn cầu (AFGSC), tổng hành dinh ở Căn cứ Không lực Barksdale, Louisiana
  -  Không lực 8, tổng hành dinh ở Căn cứ Không lực Barksdale, Louisiana
  -  Không lực 20, tổng hành dinh ở Căn cứ Không lực F. E. Warren, Wyoming
- Bộ tư lệnh vật liệu không lực (AFMC), tổng hành dinh ở Căn cứ Không lực Wright-Patterson, Ohio
  - Trung tâm đặc trách hệ thống không gian, tổng hành dinh ở Căn cứ Không lực Wright-Patterson, Ohio
  -  Trung tâm thử nghiệm bay không lực, tổng hành dinh ở Căn cứ Không lực Edwards, California
  -  Trung tâm không lực hỗ trợ tiếp vận toàn cầu, tổng hành dinh ở Căn cứ Không lực Scott, Illinois
  -  Trung tâm vũ khí hạt nhân không lực, tổng hành dinh ở Căn cứ Không lực Kirtland, New Mexico
  -  Trung tâm thí nghiệm nghiên cứu không lực, tổng hành dinh ở Căn cứ Không lực Wright-Patterson, Ohio
  - Trung tâm hỗ trợ an ninh không lực, tổng hành dinh ở Căn cứ Không lực Wright-Patterson, Ohio
  -  Trung tâm vũ khí không lực, tổng hành dinh ở Căn cứ Không lực Eglin, Florida
  -  Trung tâm phát triển kỹ thuật Arnold, tổng hành dinh ở Căn cứ Không lực Arnold, Tennessee
  - Trung tâm hệ thống điện tử, tổng hành dinh ở Căn cứ Không lực Hanscom, Massachusetts
- Bộ tư lệnh không lực trừ bị, tổng hành dinh ở Căn cứ Không lực Robins, Georgia
  -  Không lực 4, tổng hành dinh ở Căn cứ Không lực Trừ bị March, California
  -  Không lực 10, tổng hành dinh ở Căn cứ trừ bị hỗn hợp không lực hải quân Fort Worth, Texas
  -  Không lực 22, tổng hành dinh ở Căn cứ Không lực Trừ bị Dobbins, Georgia
  - Trung tâm nhân sự trừ bị không lực, đặt tại Denver, Colorado
- Bộ tư lệnh không gian không lực, tổng hành dinh ở Căn cứ Không lực Peterson, Colorado
  -  Không lực 14, tổng hành dinh ở Căn cứ Không lực Vandenberg, California
  -  Không lực 22, tổng hành dinh ở Căn cứ Không lực Lackland, Texas
  -  Trung tâm hệ thống tên lửa và không gian, tổng hành dinh ở Căn cứ Không lực Los Angeles, California
  -  Trung tâm phát triển và áp dụng không gian, tổng hành dinh ở Căn cứ Không lực Schriever, Colorado
- Bộ tư lệnh không lực hành quân đặc biệt (AFSOC), có tổng hành dinh tại sân bay Hurlburt, Florida
  -  Không lực 23, có tổng hành dinh ở sân bay Hurlburt, Florida
  - Trung tâm huấn luyện hành quân đặc biệt, có tổng hành dinh tại sân bay Hurlburt, Florida
- Bộ tư lệnh không lực linh động (AMC), tổng hành dinh ở Căn cứ Không lực Scott, Illinois
  -  Không lực 18, tổng hành dinh ở Căn cứ Không lực Scott, Illinois
  -  Trung tâm Không lực viễn chinh Hoa Kỳ, có tổng hành dinh ở Binh trại Dix, New Jersey
- Các lực lượng không lực Hoa Kỳ tại châu Âu (USAFE), tổng hành dinh ở Căn cứ Không lực Ramstein, Đức
  -  Không lực 3, tổng hành dinh ở Căn cứ Không lực Ramstein, Đức
  -  Không lực 17, tổng hành dinh ở Căn cứ Không lực Ramstein, Đức
- Các lực lượng không lực Hoa Kỳ tại Thái Bình Dương (PACAF), tổng hành dinh ở Căn cứ Không lực Hickam, Hawaii
  -  Không lực 5, tổng hành dinh ở Căn cứ Không lực Yokota, Nhật Bản
  -  Không lực 7, tổng hành dinh ở Căn cứ Không lực Osan, Hàn Quốc
  -  Không lực 11, tổng hành dinh ở Căn cứ Không lực Elmendorf, Alaska
  -  Không lực 13, tổng hành dinh ở Căn cứ Không lực Hickam, Hawaii

Lực lượng thường trực của Không lực Hoa Kỳ, tính đến ngày 30 tháng 9 năm 2006, gồm có:
- Các lực lượng không lực hiện dịch:
  - 57 không đoàn bay, 8 không đoàn không gian, và 55 không đoàn mặt đất (không có phi cơ)
  - 9 liên đoàn bay, 8 liên đoàn mặt đất
  - 134 phi đoàn bay, 43 phi đoàn không gian
- Các lực lượng không lực trừ bị
  - 35 không đoàn bay, 1 không đoàn không gian
  - 4 liên đoàn bay
  - 67 phi đoàn bay, 6 phi đoàn không gian
- Không lực Vệ binh Quốc gia
  - 87 không đoàn bay
  - 101 phi đoàn bay, 4 phi đoàn không gian

Không lực Hoa Kỳ, bao gồm các bộ phận không lực trừ bị, có tổng cộng 302 phi đoàn bay.

## Nhân sự
Xếp loại công việc trong Không lực Hoa Kỳ được dựa theo Bộ mã chuyên môn không lực (Air Force Specialty Code). Các công việc này có phạm vi từ các hoạt động chiến đấu trên không, ví dụ như xạ thủ trên phi cơ, cho đến các công việc lo ăn uống cho các thành viên. Có nhiều công việc khác nhau tại chỗ như chuyên viên vi tính, chuyên viên cơ khí, quân nhân phi hành, hệ thống thông tin, chuyên viên phi hành, chuyên viên y tế, kỹ sư công chính, pháp lý, cố vấn đặc trách chống ma tuý, các hoạt động thư tín, lực lượng an ninh không lực, tìm kiếm và cứu nạn.
Có lẽ công việc nguy hiểm nhất là công việc tháo gỡ chất cháy nổ, giải cứu lúc chiến đấu, an ninh không lực, điều hợp chiến đấu (Combat Control Team), chuyên viên thời tiết đặc trách các chiến dịch đặc biệt của không lực (Air Force Special Operations Weather Technician). Các nhân sự này thường đi cùng với bộ binh và các đơn vị hành quân đặc biệt để tháo gỡ bom mìn, giải cứu các phi công bị bắn rơi hay các binh sĩ bị bao vây, gọi phi cơ đến không kích, và lập các khu vực đổ quân tại những vị trí tiền phương. Đa số các công việc này là thuộc nhóm binh sĩ không lực chuyên môn.
Gần như các công việc của binh sĩ chuyên môn là bậc mới vào nghề. Có nghĩa là Không lực Hoa Kỳ phải cung cấp sự huấn luyện cho các binh sĩ chuyên môn. Một số binh sĩ chuyên môn có thể chọn công việc nào đó hay một lĩnh vực nào đó trước khi gia nhập trong khi cũng có các binh sĩ khác được giao nhiệm vụ vào lúc bắt đầu được huấn luyện căn bản. Sau khi hoàn thành khoá huấn luyện cơ bản, các binh sĩ mới sẽ tham dự khoá huấn luyện kỹ thuật để học ngành chuyên môn của mình. Không lực số 2 (Second Air Force), một bộ phận của Bộ tư lệnh Huấn luyện và Giáo dục Không lực, đặc trách nhiệm vụ huấn luyện kỹ thuật cho gần như tất cả các binh sĩ không lực.
Các chương trình huấn luyện dài ngắn tuỳ theo; ví dụ, 3M0X1 (dịch vụ) có thời gian huấn luyện là 31 ngày trong khi 3E8X1 (tháo gỡ chất cháy nổ) có thời gian huấn luyện là 1 năm căn bản rồi sau đó học tiếp một trong 10 chuyên ngành khác. Đôi khi một học viên phải mất đến 2 năm để hoàn tất việc huấn luyện.
Các cấp bậc của không lực được chia thành các binh sĩ không lực, hạ sĩ quan không lực và sĩ quan không lực.

### Sĩ quan
Các cấp bậc sĩ quan của Không lực Hoa Kỳ được chia thành ba cấp: cấp uý, cấp tá và cấp tướng. Cấp uý là các sĩ quan nằm trong biên chế tính lương bậc O-1 đến O-3, cấp tá từ O-4 đến O-6, và cấp tướng từ O-7 trở lên.
Hiện tại việc thăng chức từ thiếu uý lên trung uý gần như được bảo đảm sau thời gian hai năm phục vụ tốt. Từ bậc trung uý lên đại uý cần phải phấn đấu mang tính cạnh tranh sau khi phục vụ thành công thêm hai năm nữa. Từ thiếu tá trở lên cần phải có sự duyệt xét của ban cứu xét thăng cấp. Hồ sơ của một sĩ quan sẽ được một hội đồng tuyển chọn xem xét tại Trung tâm Nhân sự Không lực Hoa Kỳ ở Căn cứ Không quân Randolph nằm ở thành phố San Antonio, Texas. Việc xét thăng cấp này xảy ra khoảng thời điểm giữa từ 7 đến 10 năm phục vụ và chỉ có một vài phần trăm đại uý không lực được xét thăng cấp lên thiếu tá. Việc xét thăng cấp lập lại ở thời điểm giữa từ 11 đến 14 năm để thăng cấp lên bậc trung tá, và rồi khoảng thời điểm 18 năm để xét thăng bậc lên đại tá.
| Bậc lương | O-1               | O-2              | O-3     | O-4      | O-5                | O-6     | O-7               | O-8           | O-9                | O-10      | Đặc biệt1               |
| --- | ----------------- | ---------------- | ------- | -------- | ------------------ | ------- | ----------------- | ------------- | ------------------ | --------- | ----------------------- |
| Quân hàm |                   |                  |         |          |                    |         |                   |               |                    |           |                         |
| Cấp bậc | Thiếu úy          | Trung úy         | Đại úy  | Thiếu tá | Trung tá           | Đại tá  | Chuẩn tướng       | Thiếu tướng   | Trung tướng        | Đại tướng | Thống tướng             |
| Tiếng Anh | Second Lieutenant | First Lieutenant | Captain | Major    | Lieutenant Colonel | Colonel | Brigadier General | Major General | Lieutenant General | General   | General of the Airforce |
| Viết tắt2 | 2d Lt             | 1st Lt           | Capt    | Maj      | Lt Col             | Col     | Brig Gen          | Maj Gen       | Lt Gen             | Gen       | GOAF                    |
| |                   |                  |         |          |                    |         |                   |               |                    |           |                         |
| Mã số NATO | OF-1              | OF-1             | OF-2    | OF-3     | OF-4               | OF-5    | OF-6              | OF-7          | OF-8               | OF-9      | OF-10                   |
| 1 Được trao như cấp bậc vinh dự hoặc trong lúc tuyên chiến. 2 Dấu chấm thực sự không được dùng đối với các chữ viết tắt này. |                   |                  |         |          |                    |         |                   |               |                    |           |                         |

### Chuẩn uý
Mặc dù theo luật định thì có nhưng Không lực Hoa Kỳ hiện nay không sử dụng cấp bậc chuẩn uý. Cấp bậc này thấy lần cuối cùng trong không lực là chuẩn uý James H. Long, về hưu năm 1980, và lần cuối cùng trong Không lực trừ bị là chuẩn uý Bob Barrow năm 1992.

### Binh sĩ và hạ sĩ quan
Thành viên binh sĩ và hạ sĩ quan (được gọi chung trong tiếng Anh là enlisted airmen) trong Không lực Hoa Kỳ có bậc lương từ E-1 (entry level: mới gia nhập) đến E-9 (senior enlisted: binh sĩ thâm niên). Trong khi tất cả các nhân sự của Không lực Hoa Kỳ được gọi là Airmen, thuật từ này cũng dành để gọi các bậc lương từ E-1 đến E-4. Các bậc lương này nằm dưới bậc của các hạ sĩ quan. Trên bậc lương E-4 (từ E-5 đến E-9 chẳng hạn), các cấp bậc này rơi vào nhóm gọi là hạ sĩ quan và nhóm hạ sĩ quan này được chia thành hai nhóm nhỏ là hạ sĩ quan (bậc lương E-5 và E-6) và Hạ sĩ quan cao cấp (bậc lương từ E-7 đến E-9); thuật từ Junior NCO có nghĩa là hạ sĩ quan cấp thấp đôi khi được dùng để chỉ bậc lương từ E-5 và E-6).
Không lực Hoa Kỳ là quân chủng duy nhất trong năm quân chủng của Quân đội Hoa Kỳ mà bậc hạ sĩ quan không được công nhận cho đến khi một binh sĩ không lực được thăng bậc lương lên đến E-5. Trong tất cả các quân chủng khác thì hạ sĩ quan được công nhận khi đến bậc lương E-4 (Ví dụ như hạ sĩ trong Lục quân Hoa Kỳ và Thủy quân Lục chiến Hoa Kỳ). Tuy nhiên bậc lương E-4 trong Lục quân Hoa Kỳ với cấp bậc chuyên viên (Specialist) thì không được công nhận là hạ sĩ quan.
| Bậc lương | E-1          | E-2      | E-3                | E-4           | E-5               | E-6                | E-7                 | E-7                 | E-8                     | E-8                     | E-9                    | E-9                    | E-9                             | E-9                                    |
| --- | ------------ | -------- | ------------------ | ------------- | ----------------- | ------------------ | ------------------- | ------------------- | ----------------------- | ----------------------- | ---------------------- | ---------------------- | ------------------------------- | -------------------------------------- |
| Quân hàm | Không có     |          |                    |               |                   |                    |                     |                     |                         |                         |                        |                        |                                 |                                        |
| Cấp bậc | Học viên     | Binh nhì | Binh nhất          | Hạ sĩ         | Trung sĩ tham mưu | Trung sĩ kỹ thuật  | Trung sĩ trung cấp¹ | Trung sĩ trung cấp¹ | Trung sĩ cao cấp¹       | Trung sĩ cao cấp¹       | Thượng sĩ¹             | Thượng sĩ¹             | Thượng sĩ Cố vấn Chỉ huy trưởng | Thượng sĩ Cố vấn Không quân            |
| Tiếng Anh | Airman Basic | Airman   | Airman First Class | Senior Airman | Staff Sergeant    | Technical Sergeant | Master Sergeant     | Master Sergeant     | Senior Master Sergeant¹ | Senior Master Sergeant¹ | Chief Master Sergeant¹ | Chief Master Sergeant¹ | Command Chief Master Sergeant   | Chief Master Sergeant of the Air Force |
| Viết tắt | AB           | Amn      | A1C                | SrA           | SSgt              | TSgt               | MSgt                | MSgt                | SMSgt                   | SMSgt                   | CMSgt                  | CMSgt                  | CCM                             | CMSAF                                  |
| Mã số NATO | OR-1         | OR-2     | OR-3               | OR-4          | OR-5              | OR-6               | OR-7                | OR-7                | OR-8                    | OR-8                    | OR-9                   | OR-9                   | OR-9                            | OR-9                                   |
| ¹ Không lực Hoa Kỳ không có các cấp bậc riêng cho trung sĩ nhất hay thượng sĩ nhất; thay vào đó cấp bậc này được ám chỉ bởi một hình caro nằm trên nền phía trên quân hàm. |              |          |                    |               |                   |                    |                     |                     |                         |                         |                        |                        |                                 |                                        |

## Các loại phi cơ được sử dụng
Tính đến năm 2004, Không quân Hoa Kỳ có trên 5.778 phi cơ đang được sử dụng. Cho đến năm 1962, Lục quân và Không quân Hoa Kỳ đã duy trì một hệ thống gọi tên phi cơ trong khi Hải quân Hoa Kỳ có một hệ thống gọi tên riêng biệt. Năm 1962, các cách gọi tên phi cơ đã được thống nhất thành một hệ thống duy nhất phản ánh phương pháp của Lục quân và Không quân. Để biết thêm chi tiết về sự hữu hiệu của hệ thống này xin xem United States Department of Defense aerospace vehicle designation. Các loại phi cơ của Không quân gồm có:

### A - Cường kích

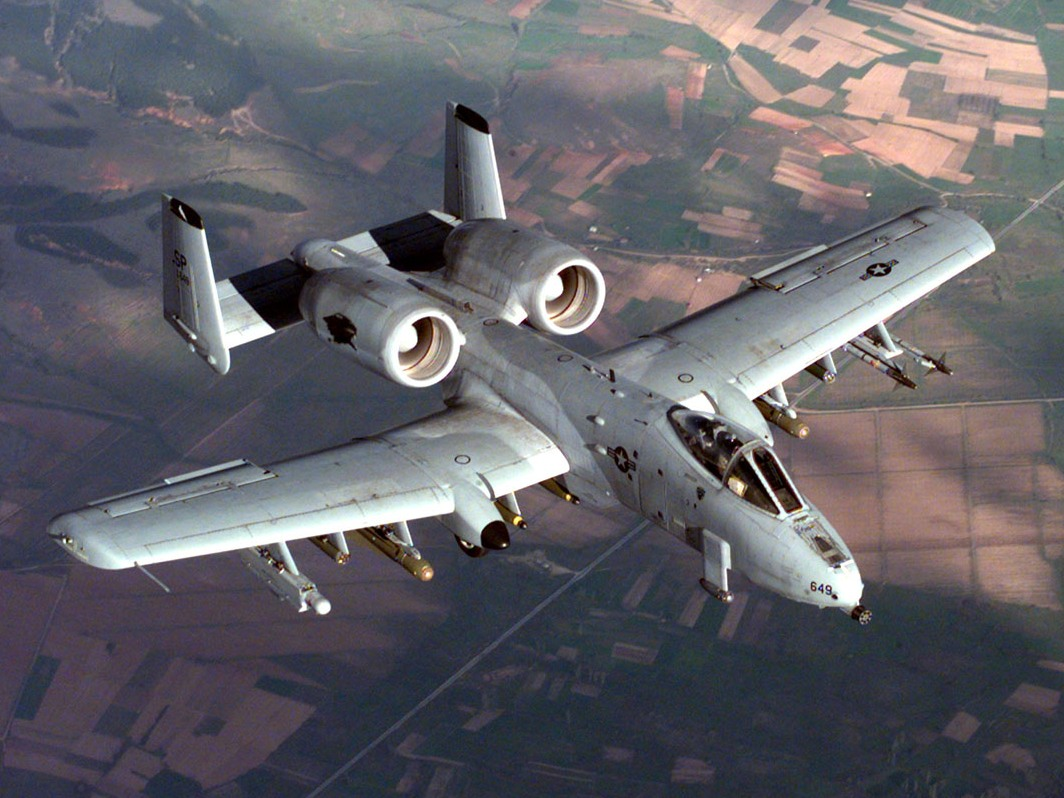
Phi cơ cường kích A-10 Thunderbolt II.

Các phi cơ cường kích của Không quân Hoa Kỳ được chế tạo cho mục đích tấn công các cứ điểm trên mặt đất. Chúng thường được sử dụng để hỗ trợ bộ binh Hoa Kỳ. Vì phải thực hiện tấn công mục tiêu gần vị trí của các lực lượng bạn nên việc sử dụng chúng là điều cần thiết khi mà các loại phi cơ ném bom không thể nào được sử dụng. Chính vì là loại phi cơ hỗ trợ gần cho bộ binh nên vai trò của chúng có tính cách chiến thuật hơn là chiến lược. Chúng hoạt động ngay tại mặt trận hơn là tấn công sâu bên trong hậu tuyến của quân địch.
- A-10A/C Thunderbolt II: 281 chiếc
- AC-130H/U Spectre/Spooky II: 32 chiếc

### B - Máy bay ném bom

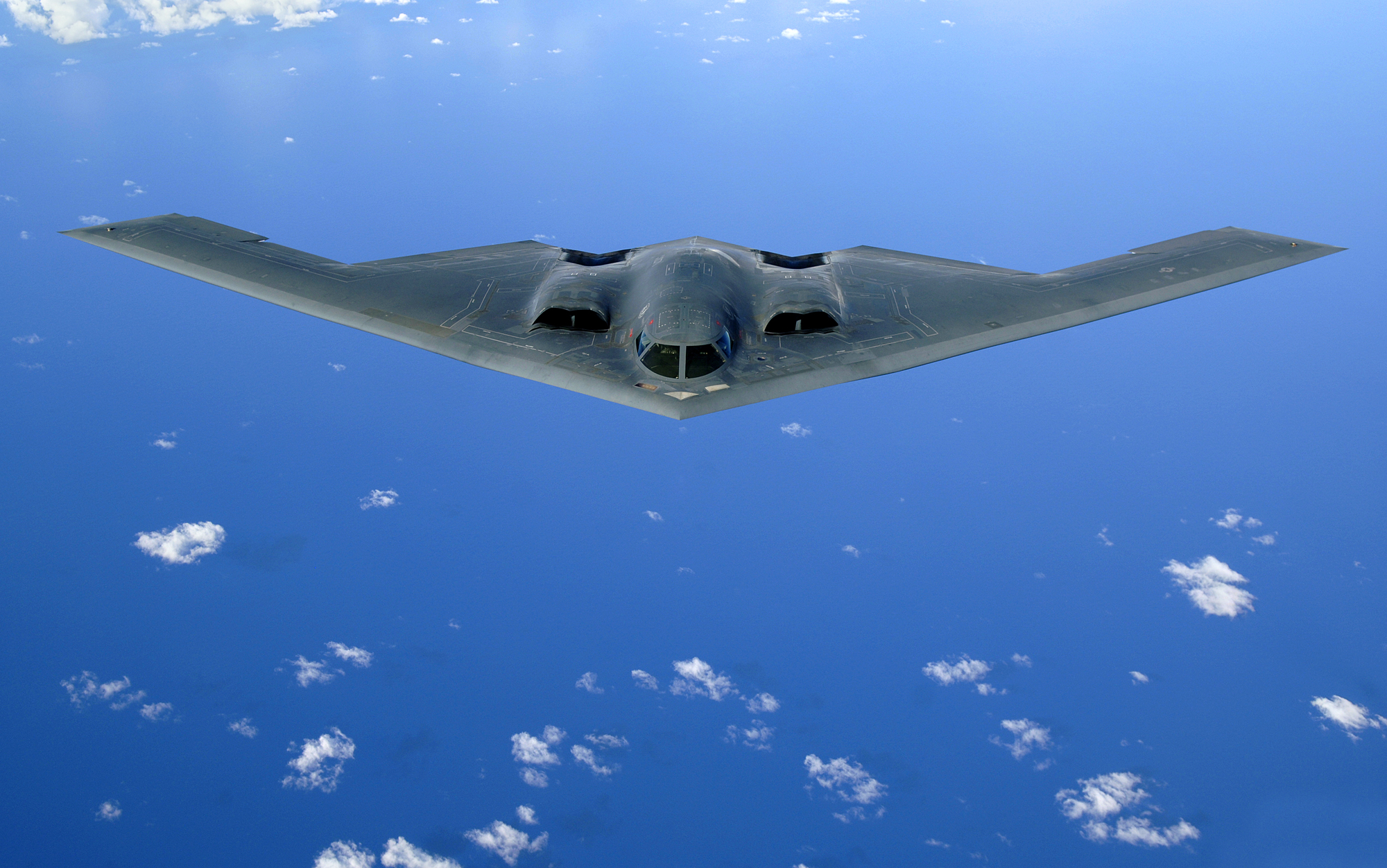
Oanh tạc cơ chiến lược tàng hình B-2 Spirit.

Trong Không quân Hoa Kỳ, thật là mơ hồ để phân biệt giữa oanh tạc cơ (bomber), oanh tạc-khu trục cơ (fighter-bombers), và khu trục cơ. Nhiều phi cơ cường kích, thậm chí có cả những chiếc trông giống khu trục cơ được sử dụng để thả bom với rất ít khả năng chiến đấu trên không. Có nhiều khu trục cơ như F-16 được dùng như các "xe tải bom" mặc dù chúng được thiết kế chỉ để tham chiến trên không chống phi cơ khác. Có lẽ sự khác biệt mang tính ý nghĩa nhất là vấn đề tầm bay của chúng: oanh tạc cơ thường là loại phi cơ có tầm bay xa, có khả năng đánh vào các mục tiêu sâu trong lãnh thổ của quân địch trong khi các oanh tac-khu trục cơ và phi cơ cường kích chỉ có giới hạn thực hiện nhiệm vụ của mình tại mặt trận và xung quanh khu vực mặt trận. Tuy nhiên sự khác biệt này cũng gặp bế tắc vì sự hiện diện của các phi cơ tiếp nhiên liệu trên không làm tăng thêm bán kính chiến đấu của các loại phi cơ này. Cùng với Nga, Hoa Kỳ là quốc gia có oanh tạc cơ chiến lược.
Phần lớn các oanh tạc cơ của Hoa Kỳ trở nên già cỗi nhanh chóng. Loại phi cơ chính yếu B-52 Stratofortress đã có tuổi đời trên 50 năm, và chúng vẫn được lên kế hoạch để phục vụ thêm 30 năm nữa. Như vậy thời gian sử dụng loại oanh tạc cơ chính yếu này kéo dài tổng cộng trên 80 năm. Đây là thời gian phục vụ chưa từng có đối với một loại phi cơ. Các kế hoạch để thay thế lực lượng oanh tạc cơ chiến lược vẫn chỉ nằm trên giấy mực.

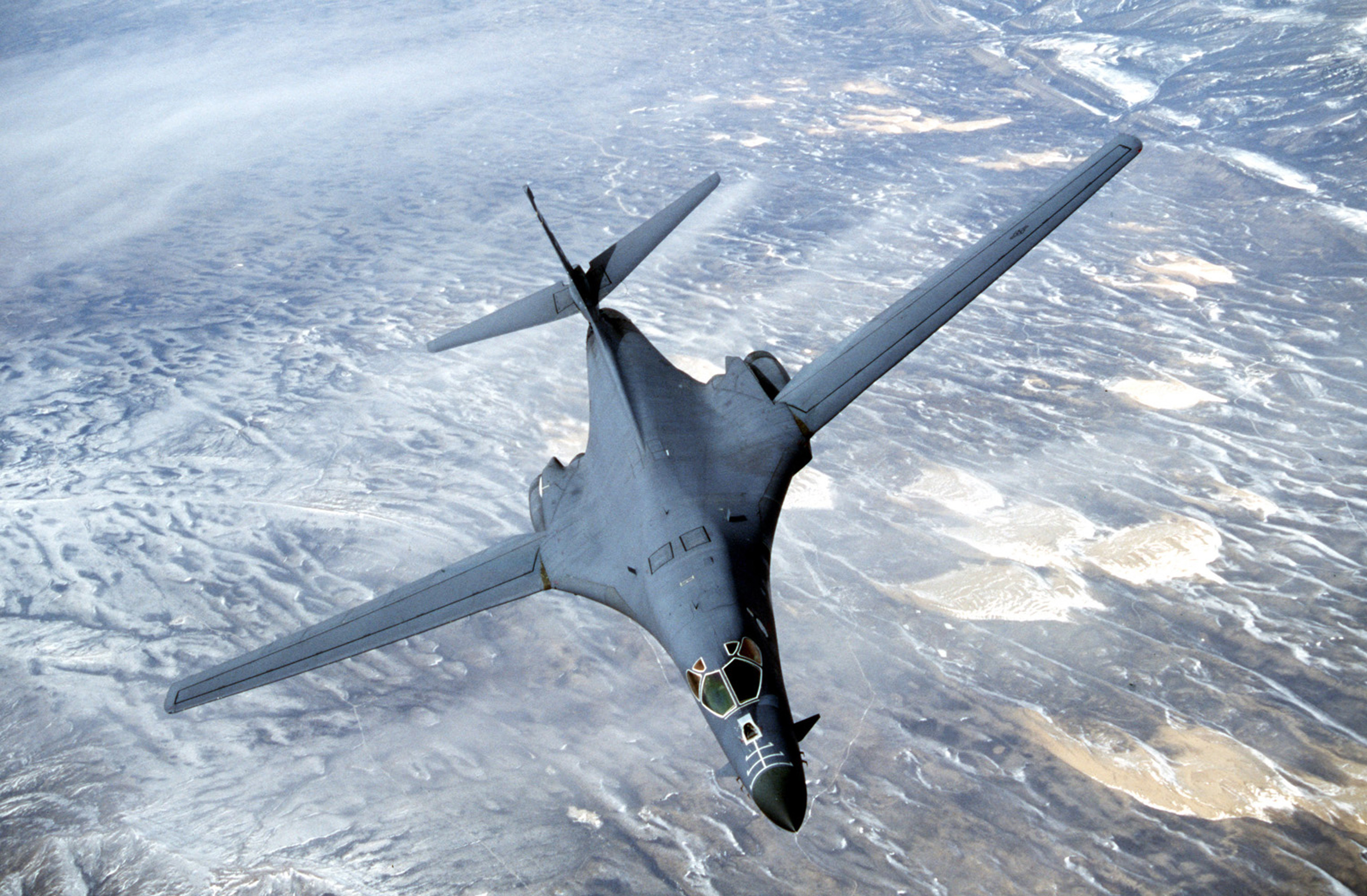
Oanh tạc cơ chiến lược siêu âm cánh cụp cánh xòe B-1 Lancer.

- Oanh tạc cơ chiến lược siêu âm cánh cụp cánh xòe B-1 Lancer.B-1B Lancer: 61 chiếc
- B-2A Spirit: 21 chiếc
- B-52H Stratofortress: 75 chiếc
- B-21 Raider: 3 chiếc (thử nghiệm)

### C - Vận tải cơ

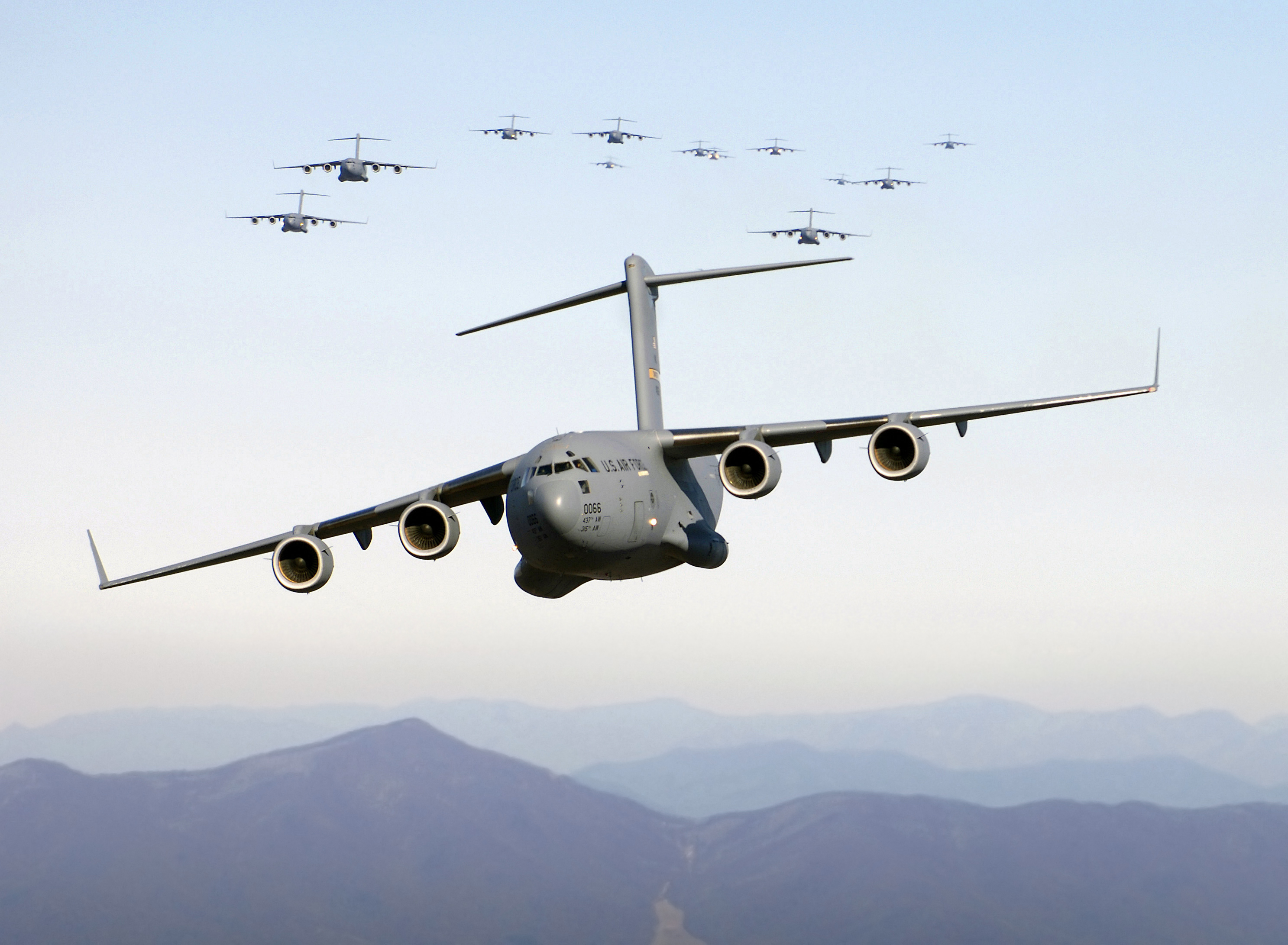
C-17 Globemaster III, vận tải cơ linh hoạt nhất và mới nhất của Không quân Hoa Kỳ.

Không quân Hoa Kỳ có thể cung cấp sự vận chuyển toàn cầu nhanh chóng. Khi mà lực lượng Hoa Kỳ đóng quân ở ngoại quốc tiếp tục giảm nhưng sự quan tâm của Hoa Kỳ trên thế giới vẫn như vậy thì vai trò chuyển vận của Không quân Hoa Kỳ lại cần thiết hơn. Sự chuyển vận bằng hàng không là tài sản quý giá của quốc gia để đối phó với những tình hình khẩn cấp và bảo vệ ích lợi của Hoa Kỳ khắp nơi trên thế giới.

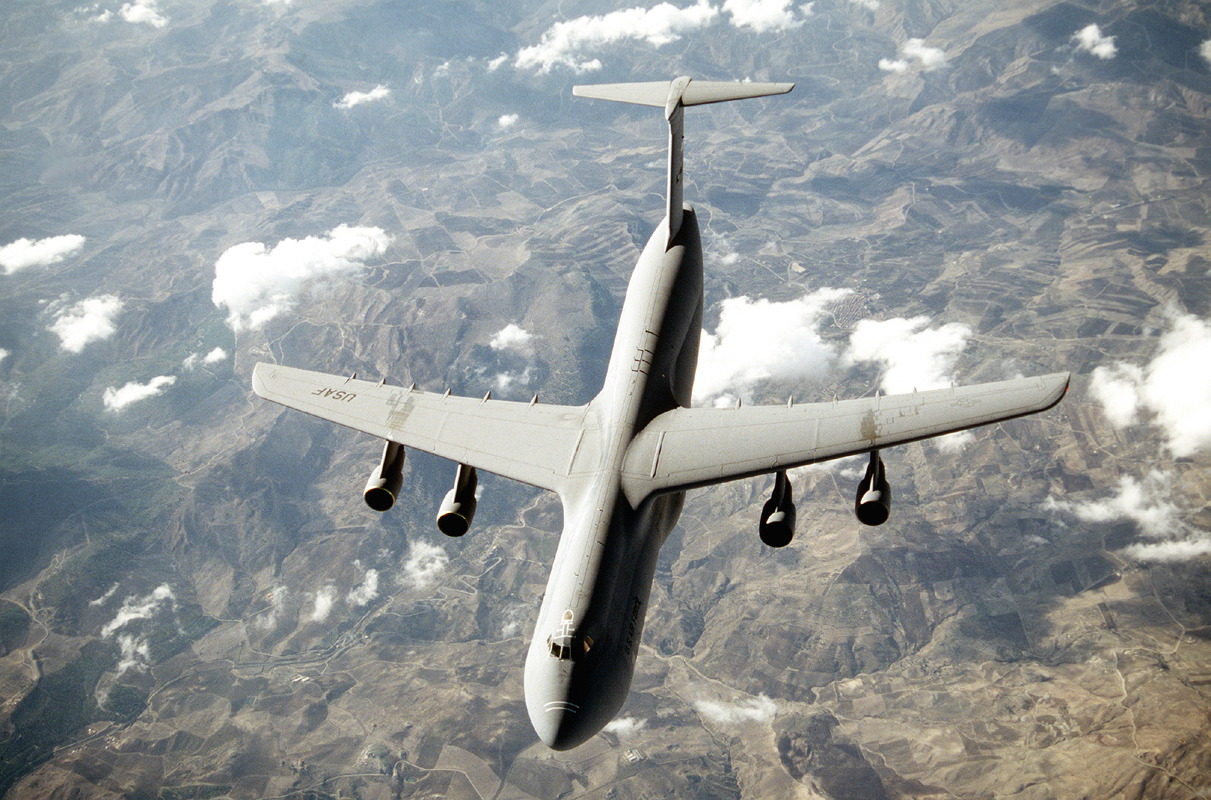
Vận tải cơ hạng nặng C-5 Galaxy.

Các loại vận tải cơ đặc biệt được sử dụng để vận chuyển binh sĩ, vũ khí và các quân dụng khác bằng nhiều cách khác nhau để đến bất cứ khu vực nào trên thế giới có sự hoạt động quân sự của Hoa Kỳ, thường thường là nằm ngoài các đường bay thương mại trong các vùng không gian không có kiểm soát không lưu. Các cỗ máy chính của Bộ tư lệnh vận chuyển hàng không của Không quân Hoa Kỳ là các vận tải cơ C-130 Hercules, C-17 Globemaster III, và C-5 Galaxy. Các phi cơ này được xếp loại phần lớn bằng khả năng bay xa của chúng, ví dụ như vận tải chiến thuật (C-5), chiến lược/chiến thuật(C-17), và chiến thuật (C-130) để phản ánh nhu cầu của các lực lượng mặt đất mà chúng thường hỗ trợ nhất. Phi cơ CV-22 được Không quân Hoa Kỳ sử dụng cho Bộ tư lệnh hành quân đặc biệt (U.S. Special Operations Command). Nó thực hiện các nhiệm vụ tầm xa và đặc biệt và được trang bị với các bình xăng phụ và hệ thống rada dò đường.

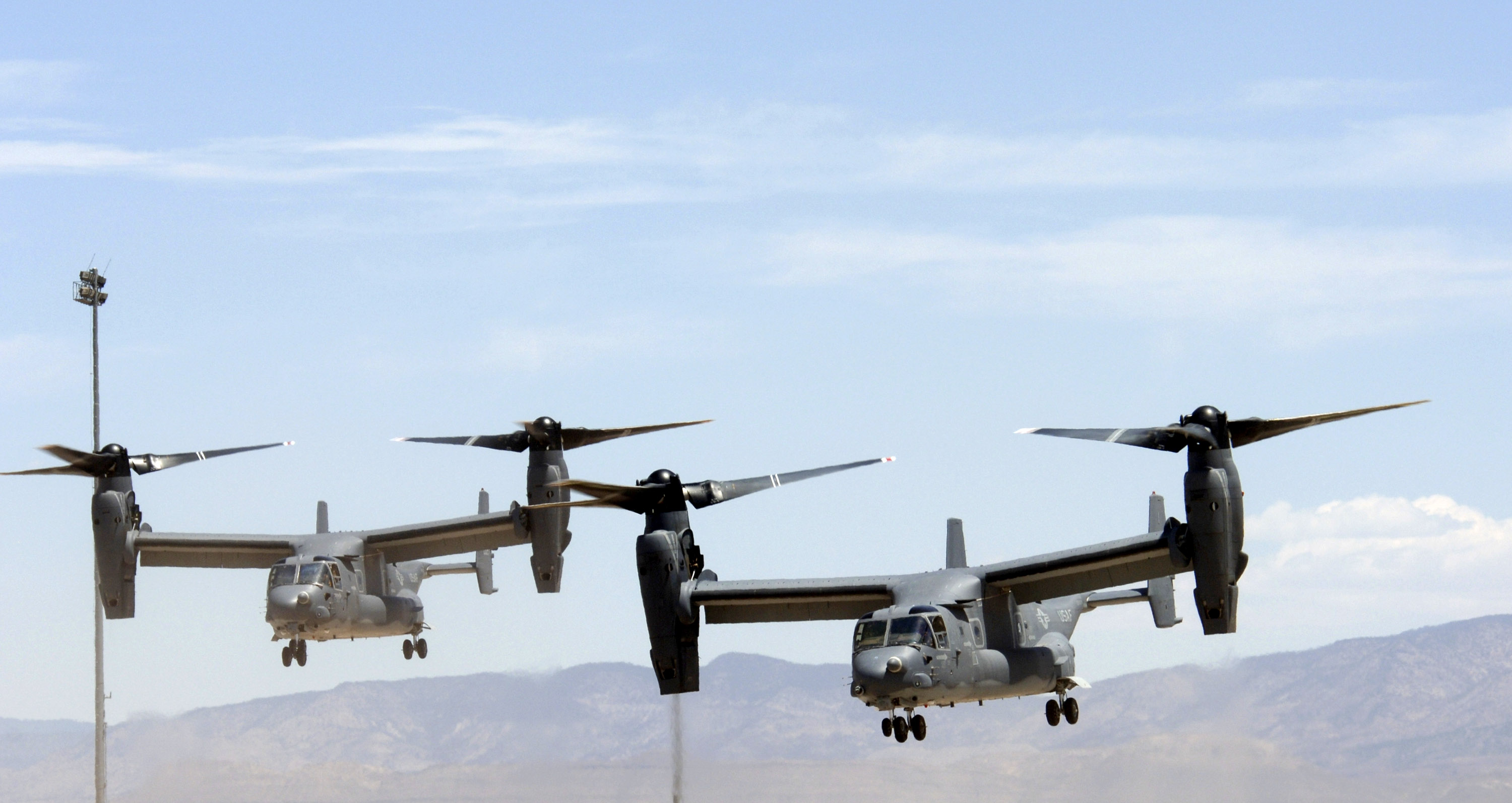
V-22 Osprey, vận tải cơ lên xuống thẳng đứng.

Các máy bay vận tải được không quân hoa kỳ sử dụng bao gồm:
- C-5A/B/C/M Galaxy: 52 chiếc
- C-12C/D/F Huron: 26 chiếc
- C-17A Globemaster III: 222 chiếc
- C-20 B: 5 chiếc
- C-20 H: 2 chiếc
- C-21A:  18 chiếc
- C-27J Spartan
- C-37A:  12 chiếc
- C-38A Courier
- C-40B Clipper: 11 chiếc
- C-41A Aviocar
- C-130E/H Hercules và C-130J Super Hercules: 301 chiếc
- CV-22B Osprey:    17 chiếc

### E - Sứ mệnh điện tử đặc biệt

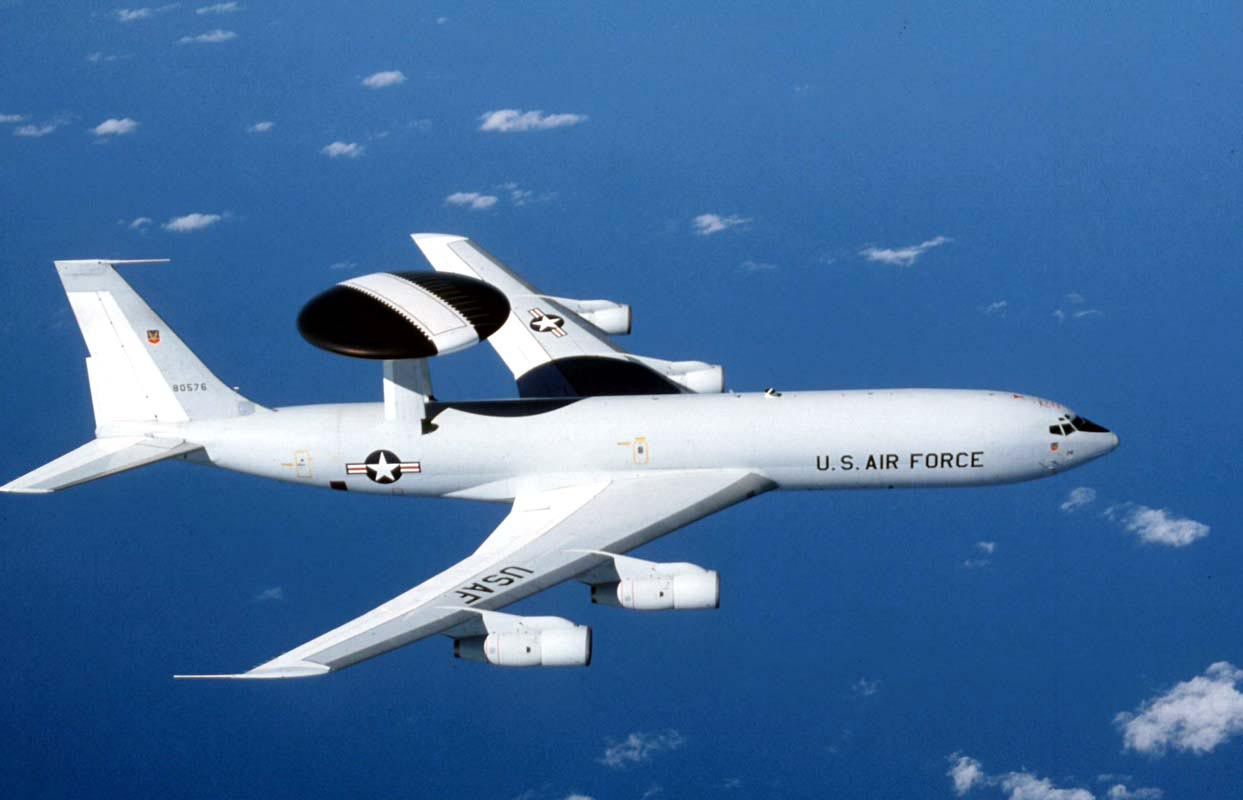
E-3 Sentry, hệ thống điều khiển và cảnh báo trên không.

Mục đích của chiến tranh điện tử là không cho phép kẻ thù có lợi thế về hệ thống điện từ và bảo đảm cho phép lực lượng bạn tiếp cận được môi trường thông tin điện từ. Các phi cơ đặc trách chiến tranh điện tử có nhiệm vụ là tạo ra không gian thân thiện và gởi các tín hiệu thông tin mật cho lực lượng bạn khi cần đến. Chúng thường được mệnh danh là "mắt trên bầu trời."
- E-3B/C Sentry: 32 hiện dịch, 1 thử nghiệm

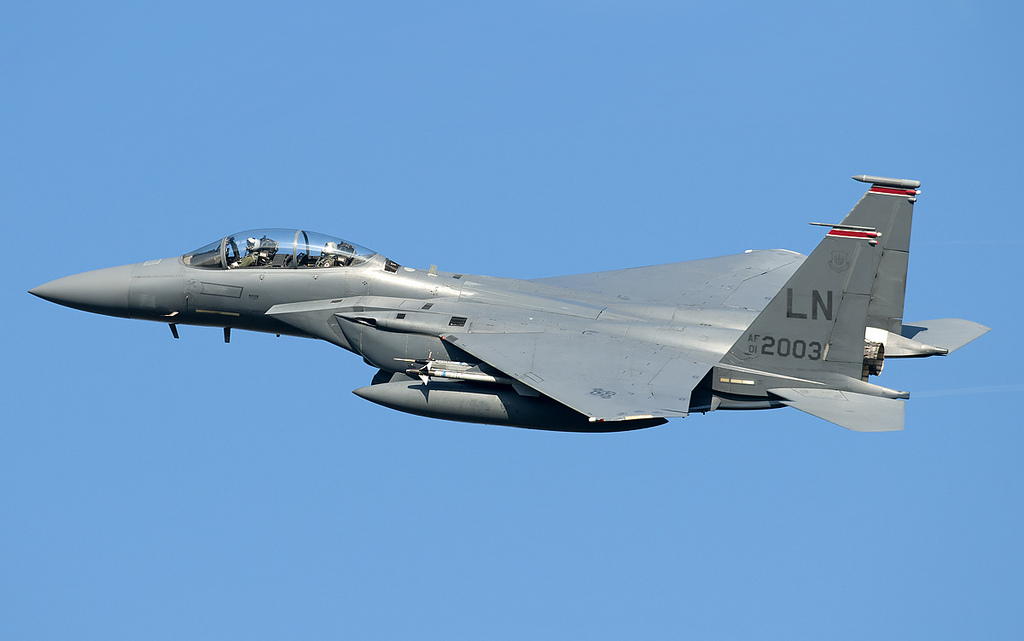
Tiêm kích - khu trục cơ nổi tiếng bất khả chiến bại McDonnell Douglas F-15E Strike Eagle

- E-4B: 4 chiếc
- E-8C JOINT STARS: 17 chiếc
- E-9A: 2 chiếc
- EC-130H Compass Call: 14 chiếc
- EC-130J Commando solo: 7 chiếc
- Tiêm kích - khu trục cơ nổi tiếng bất khả chiến bại McDonnell Douglas F-15E Strike EagleEA-18G Growler:115 chiếc

### F - Khu trục cơ (Tiêm kích)
Các khu trục cơ của Không quân Hoa Kỳ là các phi cơ quân sự nhỏ, nhanh, chuyển động linh hoạt, chủ yếu được sử dụng cho chiến đấu không đối không. Nhiều loại phi cơ này có khả năng thứ hai là tấn công mặt đất. Một số có hai tính năng được gọi là oanh tạc-khu trục cơ (Ví dụ như F-16 Fighting Falcon). Các nhiệm vụ khác còn có đánh chặn oanh tạc cơ và chiến đấu cơ của địch, thám thính, và tuần tra. Trong số 5.778 phi cơ có người lái đang phục vụ có 2.162 chiếc là khu trục cơ trong số đó có 1.280 chiếc F-16 Fighting Falcon với nhiều chủng loại khác nhau.
Từ năm 2006 đến 2025, Không quân Hoa Kỳ có kế hoạch giảm 28% số phi cơ chiến thuật.
- F-15 A/B/C/D Eagle: 249 chiếc
- F-15E Strike Eagle: 219 chiếc
- F-16C/D/F Fighting Falcon: 586 chiếc

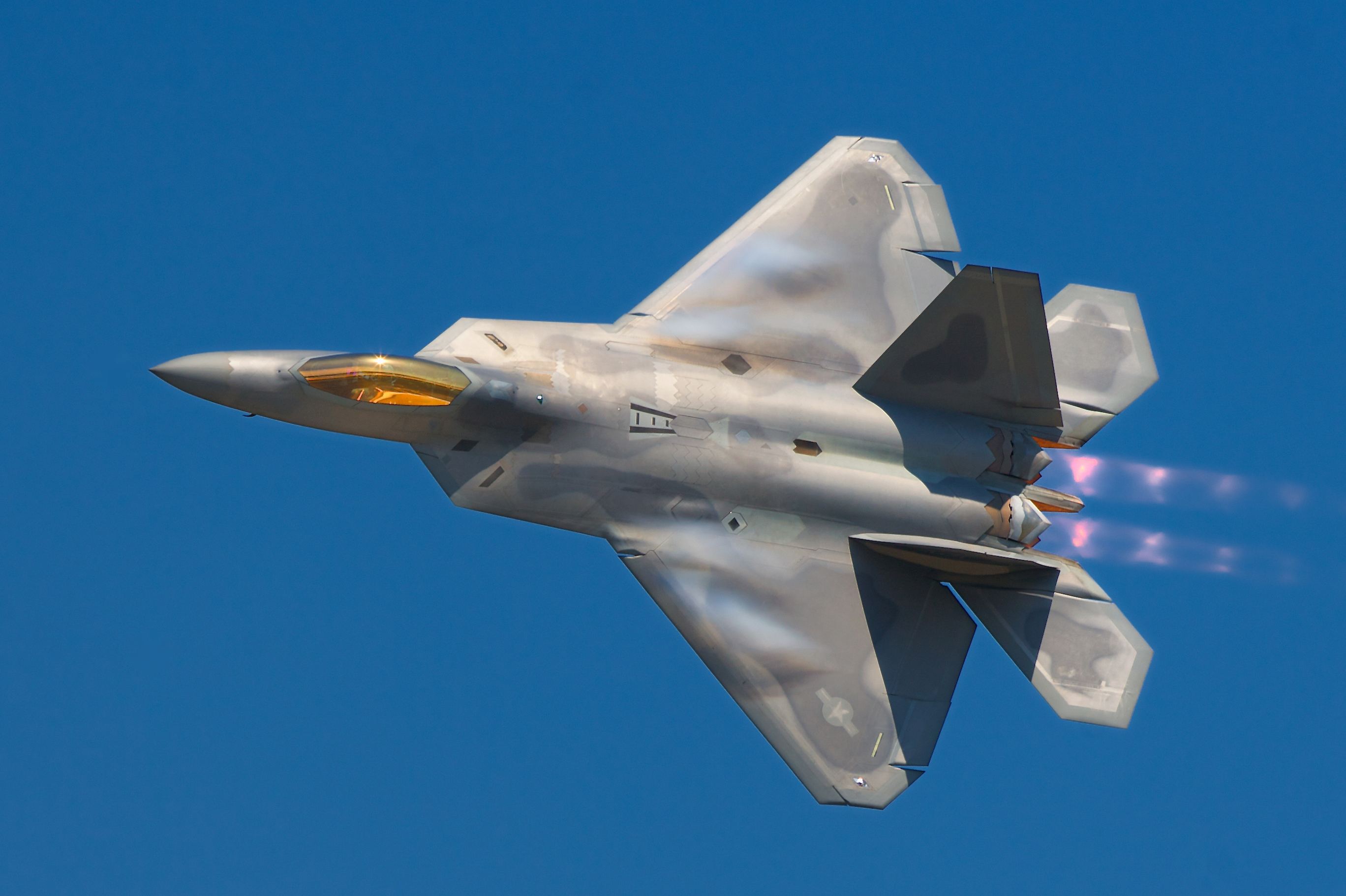
Khu trục cơ tiên tiến tàng hình F-22 Raptor.

- Khu trục cơ tiên tiến tàng hình F-22 Raptor.F-22 Raptor: 159 chiếc
- F-35A Lightning II: 154 chiếc

### H - Tìm kiếm và giải cứu, tải thương
Các phi cơ được dùng cho mục đích tìm kiếm và giải cứu trên bộ.
- HC-130P/N Hercules: 36 chiếc
- HH-60G/MH-60G Pave Hawk: 99 chiếc
- HC-130J COMBAT KING II

### K - Tiếp nhiên liệu trên không

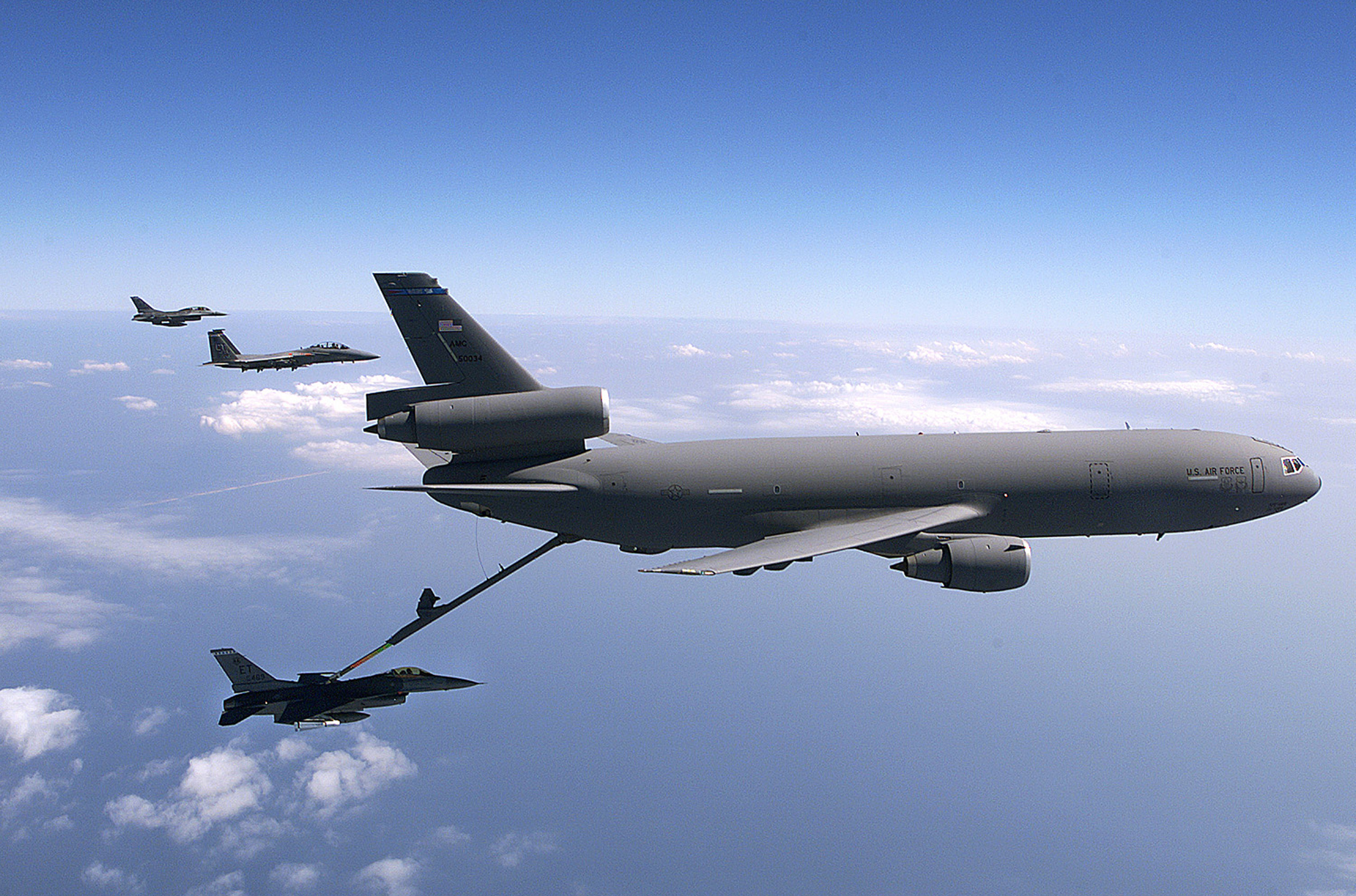
KC-10 Extender, phi cơ ba động cơ tiếp nhiên liệu trên không.

Các phi cơ tiếp nhiên liệu trên không của Không quân Hoa Kỳ là các kiểu phi cơ phản lực dân sự được sửa đổi lại để phục vụ quân đội. Thường thường các phi cơ tiếp nhiên liệu đều được thiết kế đặc biệt cho mục đích này nếu như hệ thống "probe and drogue" được sử dụng mặc dù các bình tiếp liệu vẫn có thể lắp đặt vào trong các kiểu phi cơ sẵn có. Hoạt động tiếp nhiên liệu cho phi cơ dân sự chưa từng nghe nói đến. Trong những chiến dịch rộng lớn hay thậm chí là các hoạt động bay hàng ngày, việc tiếp nhiên liệu trên không thường được thực hiện rộng rãi; các khu trục cơ, oanh tạc cơ và vận tải cơ phụ thuộc nhiều vào các phi cơ "tiếp nhiên liệu" ít được người ta biết đến. Điều này làm cho các phi cơ tiếp nhiên liệu này trở thành một phần thiết yếu của Không quân Hoa Kỳ về mặt linh động toàn cầu.
- KC-10A Extender: 59 chiếc
- KC-135E/R/T Stratotanker: 156 chiếc
- KC-46A Pegasus: 8 chiếc

### L - Trang bị tia laser

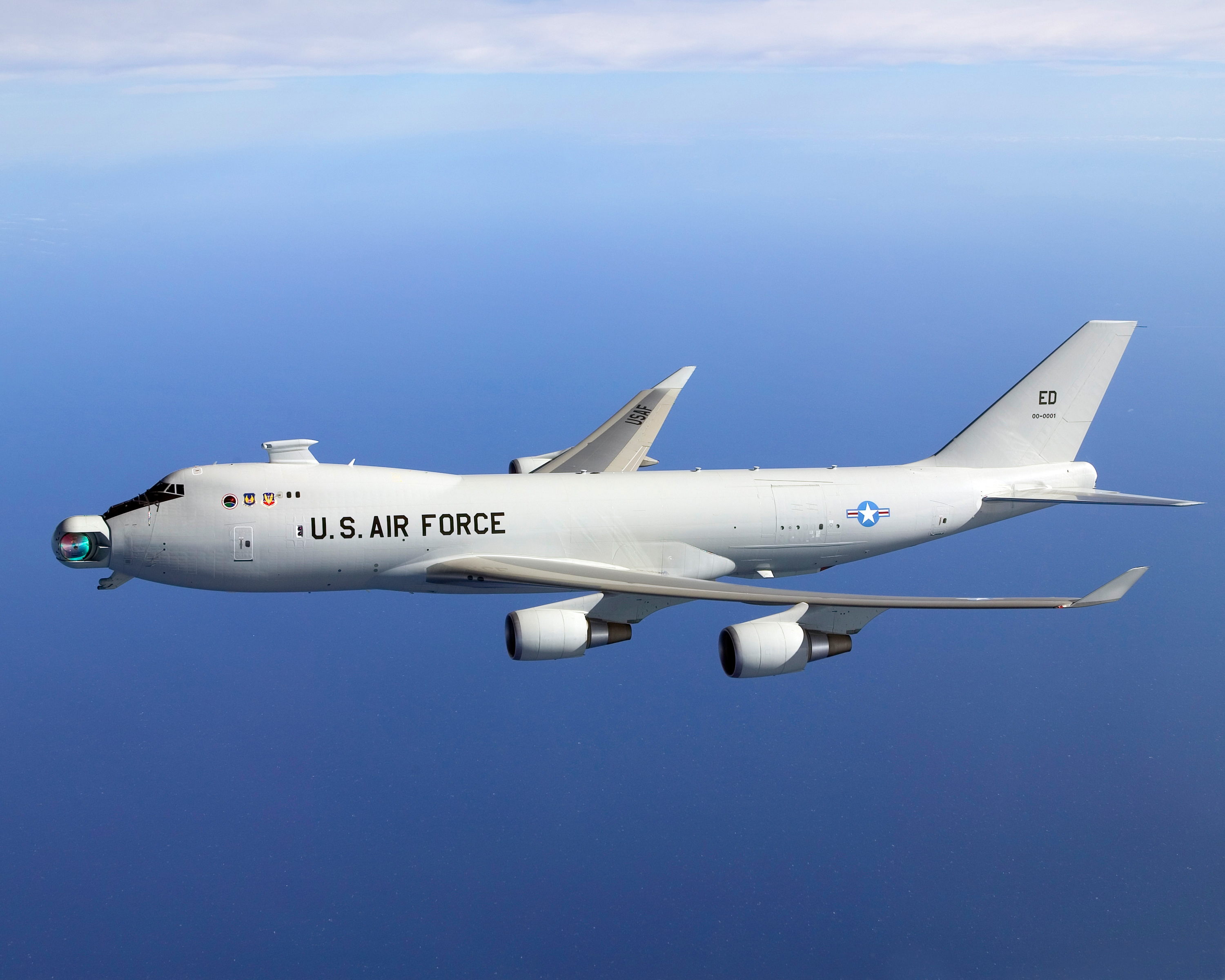
Boeing YAL-1, phi cơ trang bị tia laser.

Hệ thống vũ khí trên không sử dụng tia laser (gọi tắt tiếng Anh là ABL) được đặt bên trong một phi cơ Boeing 747-830F được sửa đổi lại cho phù hợp với mục đích của nó. Đây là một hệ thống phòng thủ chống tên lửa nhằm phá hủy các tên lửa đạn đạo chiến thuật đang trong giai đoạn chưa tách ra khỏi phần đẩy.
- YAL-1

### M - Đa nhiệm vụ
Các phi cơ đa nhiệm vụ đặc biệt cung ứng sự hỗ trợ cho các sứ mệnh đặc biệt toàn cầu. Các phi cơ này tiến hành thâm nhập, thoát ra, tiếp vật liệu, nhiên liệu cho các toán biệt động từ các đường băng ngắn hoặc đường băng ngẫu nhiên.
- MC-12: 37 chiếc
- MC-130E/H Combat Talon I/II: 30 chiếc
- MC-130P Combat Shadow, MC-130J Combat Shadow II: 64 chiếc

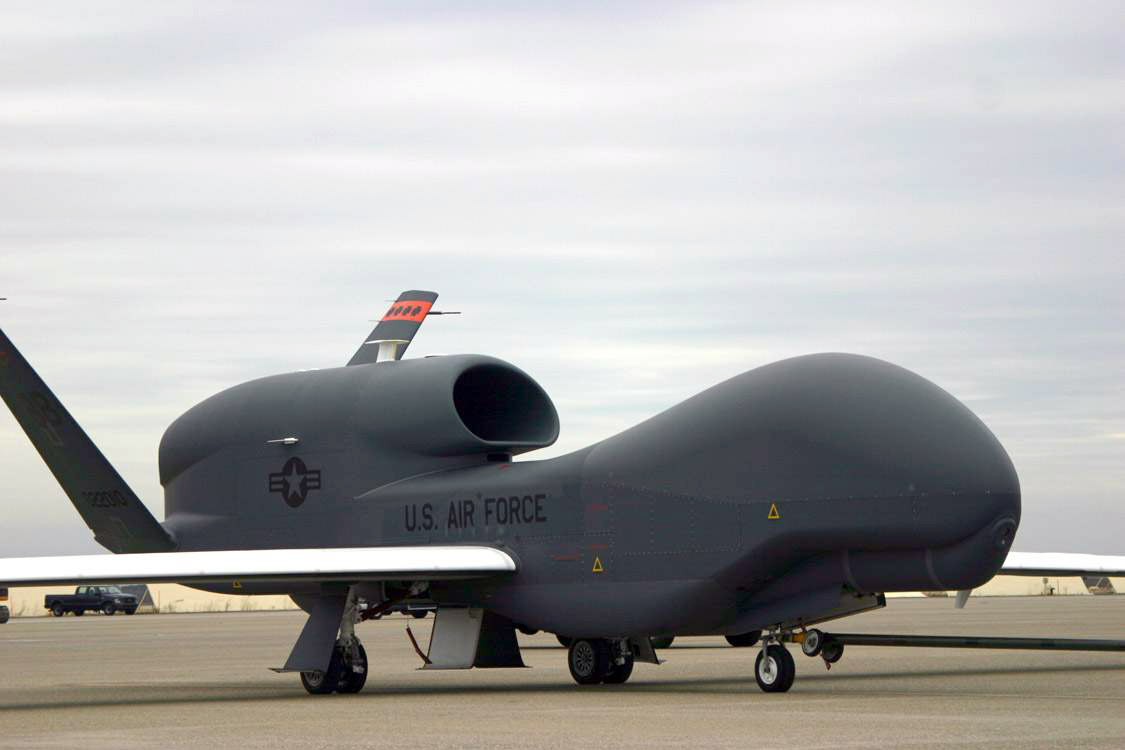
Máy bay trinh sát - hỗ trợ không người lái RQ-4 Global Hawk

- MC- 130W Combat Spear: 12 chiếc

### Phi cơ không người lái đa dụng
Các thế hệ đầu tiên của loại phi cơ không người lái chủ yếu là loại phi cơ trinh sát, nhưng cũng có một số được trang bị với vũ khí (Ví dụ như MQ-1 Predator có trang bị tên lửa không đối đất AGM-114 Hellfire cho nhiệm vụ đối đất hay tên lửa AIM-9 Sidewnider cho yểm trợ đường không).
- MQ-1 Predator: 66 chiếc
- MQ-9 Reaper: 251 chiếc
- Northrop Grumman RQ-4 Global Hawk: 31 chiếc
- RQ-170 SENTINEL: 20 chiếc
- SCAN EAGLE: 1 chiếc
- RQ-11B RAVEN
- WASP III
- Northrop Grumman X-47A Pegasus

### O - Quan sát
Các phi cơ này được sửa đổi để quan sát (bằng mắt thường hay phương tiện khác) và báo cáo thông tin chiến thuật có liên quan đến sự tập kết và sự phân tán các lực lượng địch.
- OC-135B Open Skies:  2 chiếc

### R - Thám thính

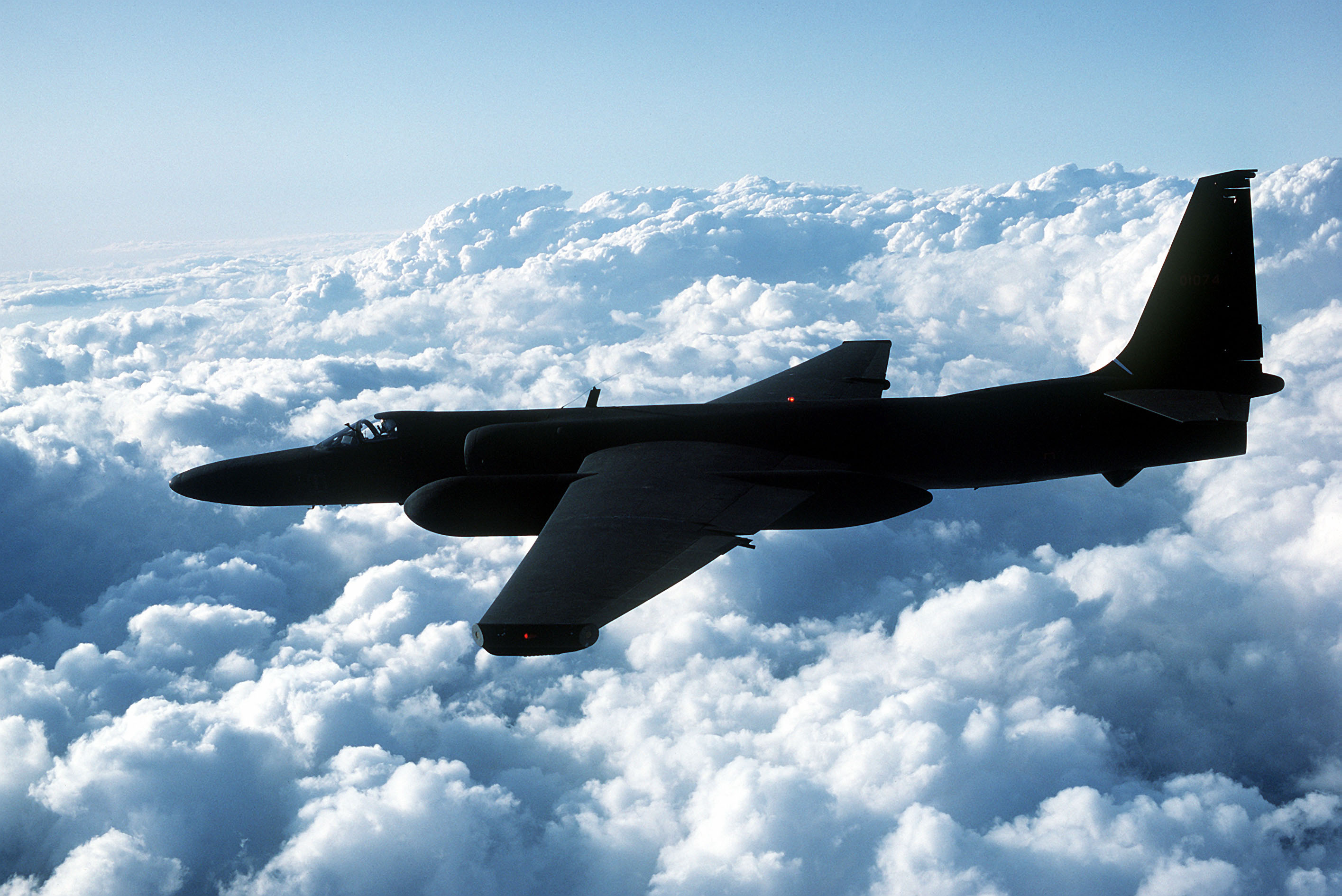
Lockheed U-2, phi cơ gián điệp.

Phi cơ thám thính của Không quân Hoa Kỳ được sử dụng để theo dõi hoạt động của quân địch, ban đầu chúng không có trang bị vũ khí. Một số phi cơ điều khiển từ xa, không người lái được phát triển và triển khai. Hiện tại, các phi cơ không người lái được nhìn nhận là phương tiện vũ khí ít tốn kém và có khả năng chiến đấu mà không lo sợ phải mất phi công.
Ghi chú: Mặc dù U-2 được xếp vào loại phi cơ "tiện ích" nhưng nó thực sự thuộc loại phi cơ thám thính.

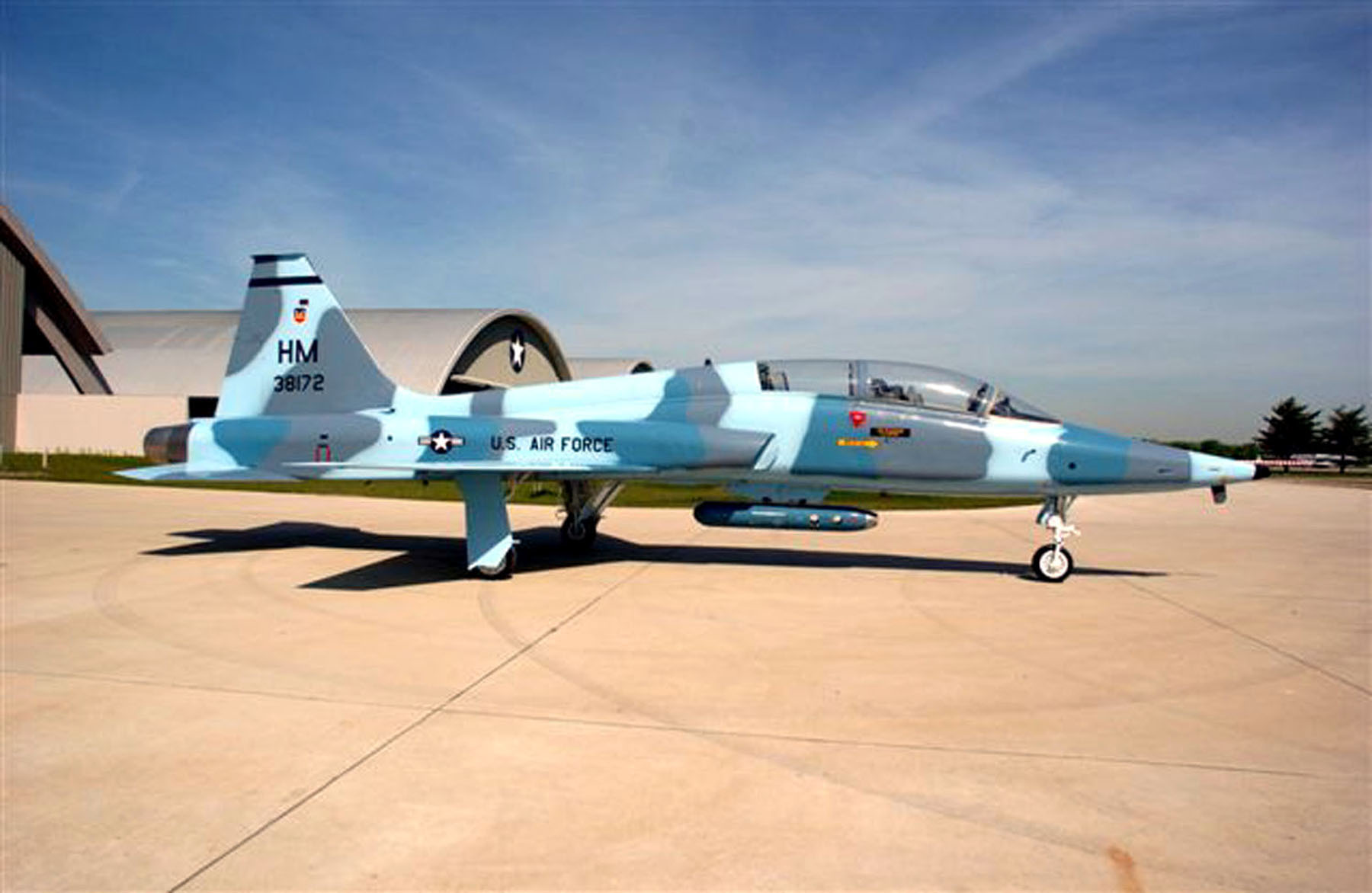
Máy bay huấn luyện T-38 Talon

- RC-135U Combat Sent: 2 chiếc
- RC-135V/W Rivet Joint:17 chiếc
- U-2R/S "Dragon Lady": 35 chiếcMáy bay huấn luyện T-38 Talon

### T - Huấn luyện
Các phi cơ huấn luyện của Không quân Hoa Kỳ được sử dụng để huấn luyện các phi công và các thành viên phi hành khác.
- T-1A Jayhawk: 178 chiếc
- T-6A Texan II: 444 chiếc
- (A)T-38A/B/C Talon: 501 chiếc

### TG - Tàu lượn huấn luyện
Một số máy bay lượn được sử dụng bởi USAF, chủ yếu được sử dụng cho huấn luyện bay phi công tại Học viện Không lực Hoa Kỳ.
- TG-15A
- TG-15B

### U - Tiện ích
Phi cơ tiện ích chủ yếu được sử dụng vào lúc cần thiết cho một việc gì đó. Ví dụ, trực thăng Huey có thể được sử dụng để chuyên chở nhân sự quanh một căn cứ quân sự lớn hay một chỗ tập kết trong khi nó cũng có thể được sử dụng để di tản. Các phi cơ này là các phi cơ thường hay được sử dụng quanh năm.

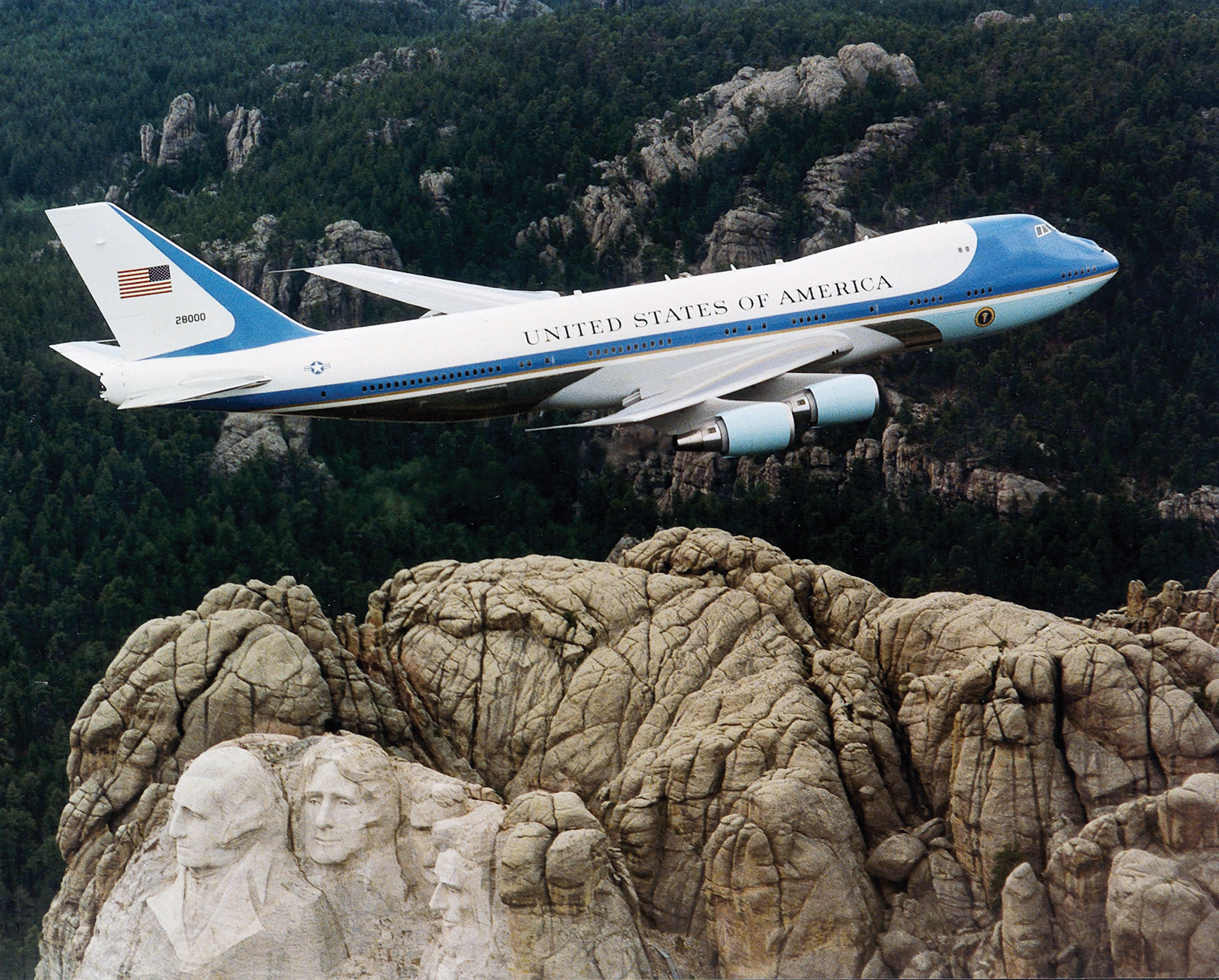
VC-25A (Air Force One).

- U-28A
- UH-1N Iroquois
- UV-18B Twin Otter

### V - Chuyên chở nhân vật quan trọng
Các phi cơ này được dùng để chuyên chở các nhân vật quan trọng trong đó phải kể đến những nhân vật nổi bật là Tổng thống Hoa Kỳ, Phó Tổng thống Hoa Kỳ, các bộ trưởng, quan chức chính phủ (Ví dụ như các thượng nghị sĩ và hạ nghị sĩ), Tổng tham mưu trưởng liên quân Hoa Kỳ và các nhân vật quan trọng khác.
- VC-25A (Không lực số 1): 2 chiếc
- C-32A/B (Không lực số 2): 4 chiếc
- C-40B/C: 7 chiếc

### W - Quan sát khí tượng
Các phi cơ này được sử dụng để nghiên cứu các sự kiện về khí tượng như bão.
- WC-130J Super Hercules
- WC-135C/W Constant Phoenix: 2 chiếc

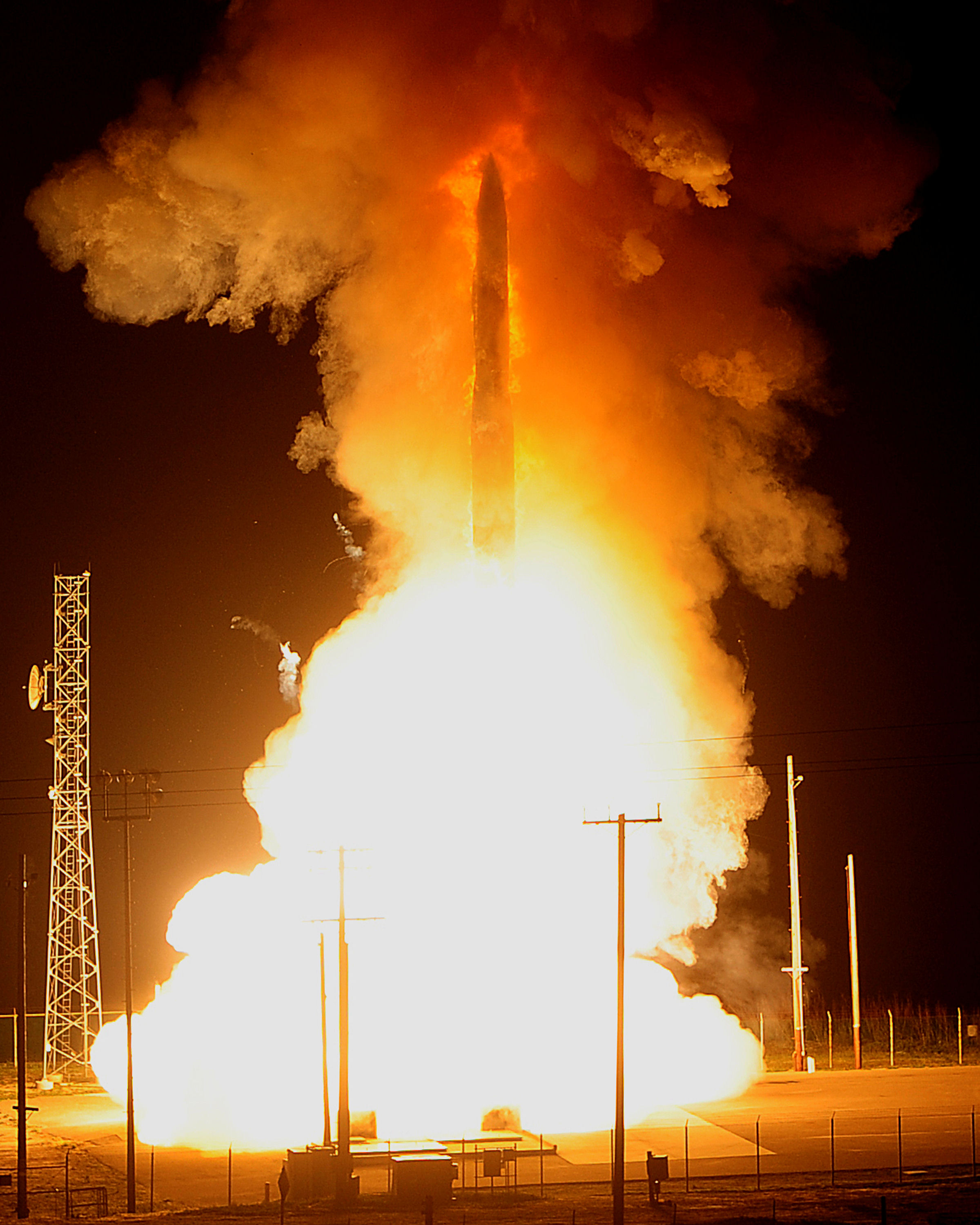
Tên lửa đạn đạo xuyên lục địa LGM-30 Minuteman III

### LGM - Tên lửa đạn đạo
Các tên lửa LGM-30 Minuteman là tên lửa liên lục địa đạn đạo đang phục vụ cho nước Mỹ  (ICBM), đang phục vụ trong Không quân lệnh tấn công toàn cầu. Tính đến năm hiện nay, phiên bản LGM-30G Minuteman III là ICBM duy nhất trên đất liền phục vụ tại Hoa Kỳ. Không quân Hoa Kỳ hiện nay đang sở hữu hơn 450 quả tên lửa LGM-30 Minuteman
Tên lửa đạn đạo xuyên lục địa LGM-30G Minuteman III

### Các loại phi cơ ngoại quốc được các phi đoàn đặc biệt sử dụng
- An-26 Curl (Phi đoàn hành quân đặc biệt số 6)
- CN-235-100[28] (Phi đoàn hành quân đặc biệt số 427)
- Mi-8 (Phi đoàn hành quân đặc biệt số 6)

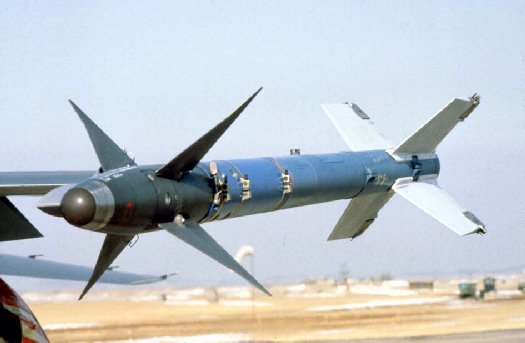
Tên lửa tầm nhiệt AIM-9 Sidewinder

### Hệ thống vũ khí
- AGM-86 ALCM (tên lửa hành trình không đối đất): AGM-86B: 1,142 quả, AGM-86C: 239 quả, bao gồm Block 0: 41 quả; Block I: 198 quả; AGM-86D: 50 quả
- AGM-129A (tên lửa hành trình tàng hình hạt nhân): 460 quả
- AGM-130 MISSILE (tên lủa không đối đất có điều khiển)
- AGM-65 Maverick (tên lủa không đối đất có điều khiển)
- AGM-88 HARM (tên lửa diệt rada)
- AGM-158 JASSM (tên lửa hành trình tàng hình)
- AIM-120 AMRAAM (tên lửa không đối không tầm trung tân tiến)
- AIM-7 SPARROW (tên lửa không đối không có điều khiển)
- AIM-9 Sidewinder (tên lửa không đối không tầm nhiệt)
- GBU-15 (Bom lượn có điều khiển)
- GBU-39B (Bom điều khiển): 24,000 quả
- JDAM GBU- 31/32/38 (Bom chùm có điều khiển): 149,237 quả
- Massive Ordnance Penetrator (MOP): Bom khoan
- LGM-30G MINUTEMAN III (tên lửa hạt nhân đạn đạo liên lục địa): 450 quả